# IJmuiden
IJmuiden ist der größte Ort der niederländischen Gemeinde Velsen in der Provinz Nordholland und ein bedeutender Seehafen der Niederlande. Ihre Gründung am 1. November 1876 und den Ortsnamen verdankt die Stadt dem Bau des Nordseekanals im gleichen Jahr, der die Stadt und den Hafen von Amsterdam direkt mit der Nordsee verbindet.
Beim Bau des Kanals wurde die IJ-Bucht der Zuiderzee genutzt, die durch den Kanal eine Mündung (niederländisch Muide) in die Nordsee erhielt. Die Stadt breitete sich am Südrand der Einfahrt zum Nordseekanal aus und entwickelte sich zu einem wichtigen Fischereihafen und Versorgungshafen für die niederländischen Bohrinseln in der Nordsee. Beherrschendes Element der Stadt ist die große Schleusenanlage mit dem großen Leuchtturm und das Stahlwerk mit Hochöfen im Norden. Der Hafen ist gemessen am Umschlag der drittgrößte der Niederlande nach Rotterdam und Amsterdam.

## Hafenanlagen
Bis zum Bau und der Eröffnung des Nordseekanals im Jahr 1876 gab es an der niederländischen Nordseeküste keinen Hafen zwischen Den Helder im Norden und Rotterdam im Süden. Der neu geschaffene Schutzbereich vor den Schleusen zog Fischer aus der Umgebung an. Zusammen mit den zurückbleibenden Arbeitern des Kanalbaus bildeten sie die erste Bevölkerung der neuen Siedlung IJmuiden. Beidseits des Kanals mit den Schleusen entstanden verschiedene Hafenbecken, um den ansteigenden Schiffsverkehr nicht zu behindern.

### Vorhafen

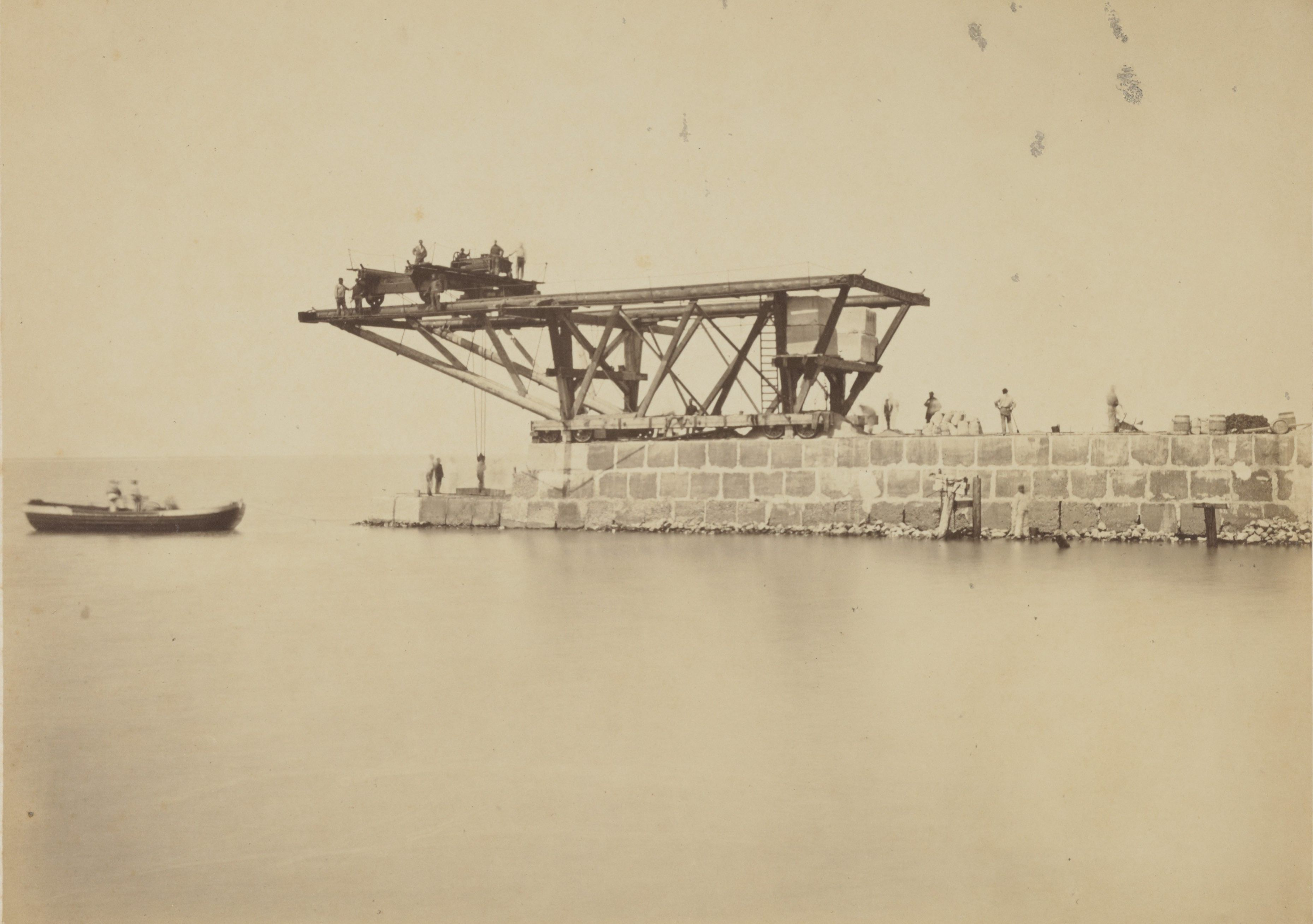
Bau der Schutzmolen

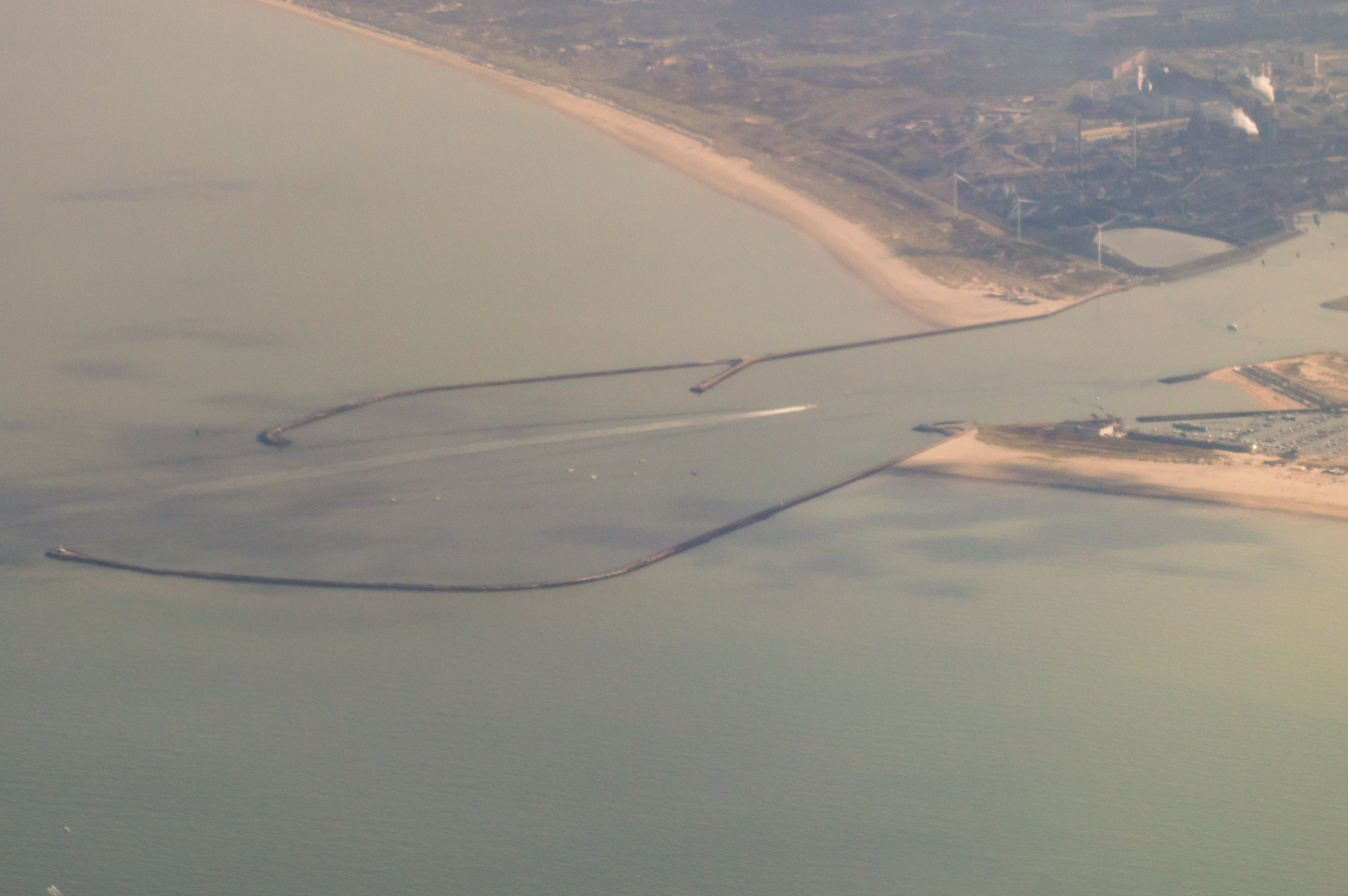
Vorhafen mit Molen nach Erweiterung

Zum Schutz der Kanaleinfahrt vor der Brandung der Nordsee waren zwei Schutzmolen in die Nordsee hinaus gebaut worden. Bei der vorherrschenden Süd-Nord-Strömung in der Nordsee erleichtern die Molen die Navigation in der Hafeneinfahrt. Die beiden Molen ragten nördlich und südlich der Kanaleinfahrt (niederländisch Havenmond) ungefähr einen Kilometer vor die Küste und erreichten dort die Wassertiefe der Nordsee von sieben Meter. Dies entspricht der anfänglichen Ausbauwassertiefe des Nordseekanals, auf die der gesamte Vorhafen ausgebaggert wurde. Der Abstand an der Einfahrt zwischen den Molenenden betrug zu Anfang 260 Meter und an den beiden Molenwurzeln circa einen Kilometer, wodurch ein Schutzhafen gebildet wurde.
Als Hilfe zum Anlaufen von IJmuiden wurden 1878 zwei Leuchttürme (niederländisch Vuurtoren) gebaut. Durch ihre unterschiedliche Höhe bilden sie eine Feuerleitlinie, deren Leuchtfeuer bei Einfahrt von See übereinander stehen müssen. Damit wird dem Schiffsführer die Einhaltung des korrekten Kurs auf die Hafeneinfahrt angezeigt.
Durch die Verbreiterung und Vertiefung des Nordseekanals musste auch die Hafeneinfahrt und die Zufahrt aus der Nordsee entsprechend angepasst werden. Dazu wurden in den 1960er Jahren die beiden Molen in Halbrundform verlängert, wodurch die Nordmole 800 Meter und die Südmole 1500 Meter weiter in die Nordsee ragen. Die Breite zwischen den beiden neuen Molenköpfen beträgt heute 750 Meter. Die ehemalige Nordmole ist erhalten und besitzt am Ende noch das rote Molenfeuer. Gegenüber steht noch das alte grüne Molenfeuer, das beim Ausbau des Vorhafens versetzt wurde, da die Südmole etwas verkürzt werden musste. 
Mit der Ausbaggerung der als IJgeul bezeichneten Fahrrinne in der Nordsee können derzeit Schiffe mit maximalen Tiefgang von 17,8 Metern aus dem Verkehrstrennungsgebiet der Nordsee den Hafen von IJmuiden anfahren. Im Vorhafen der Schleusen ist nur der nördliche Außenkanal (Noorderbuitenkanaal) für diesen Tiefgang ausgelegt. Alle Schiffe mit einem Tiefgang über 14,10 Metern sind verpflichtet im IJgeul zu fahren, das in gerader Verlängerung der Feuerleitlinie angelegt ist.

### Hafenbecken Südseite

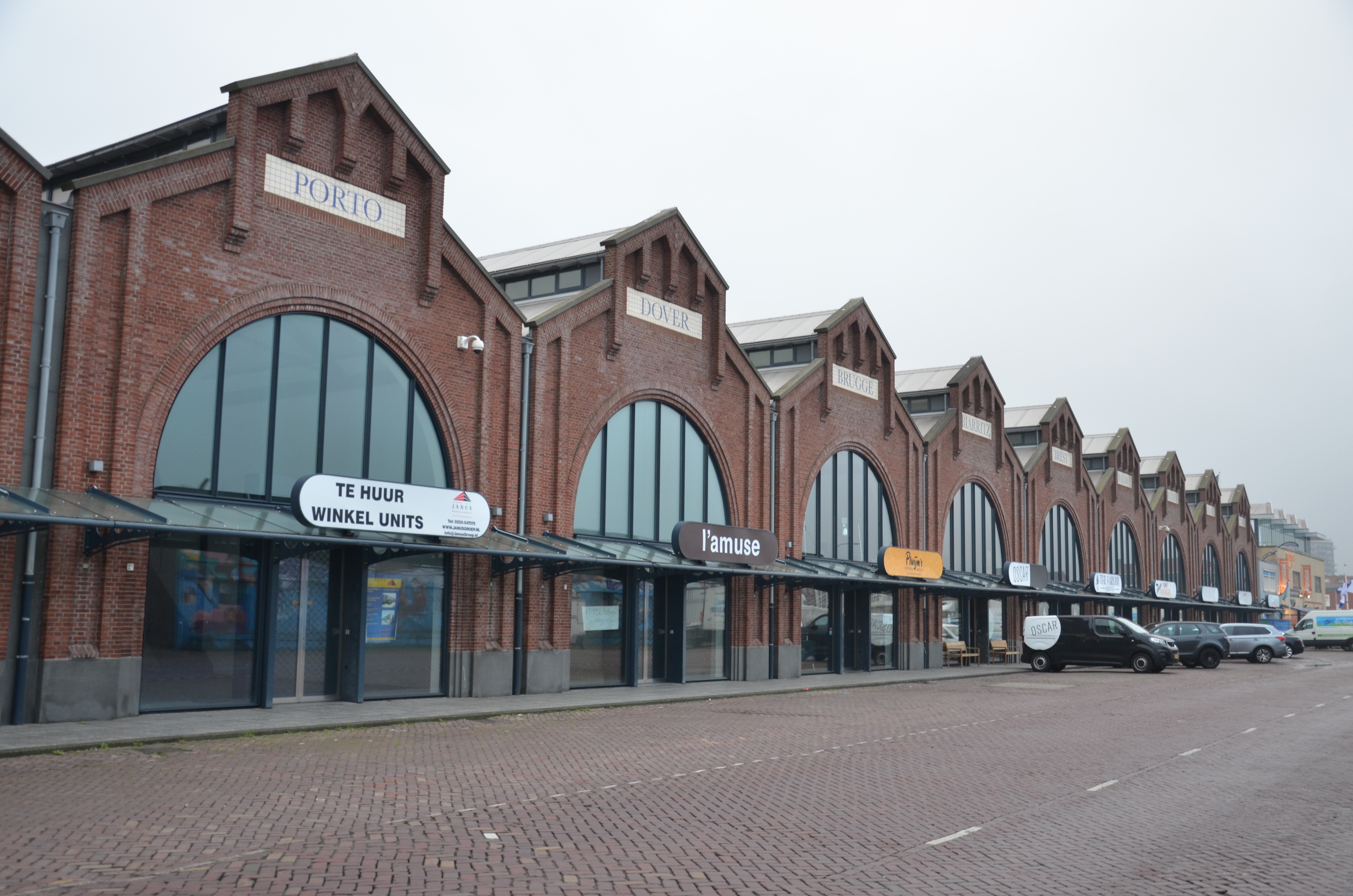
Ehemalige Fischhallen am Vissershaven

Die Zunahme von Fischereifahrzeugen im Vorhafen und dem Bereich vor den Schleusen bewog 1887 die niederländische Regierung zum Bau eines separaten Fischereihafens (Vissershaven), der 1896 fertiggestellt wurde. Der Zustrom von Fischern mit ihren Booten machte schon kurz nach der Eröffnung eine Vergrößerung des Hafenbeckens erforderlich.
Weil die privaten Fischhändler durch Preisabsprachen die Fischer benachteiligten, übernahm zum 1. Juli 1899 die Regierung den Fischhandel mit der ersten und einzigen Fischauktion (niederländisch Rijksvisafslag) des Landes. Dies änderte sich erst 1989 mit der Privatisierung der Staatsvissershavenbedrijf mit Übertragung aller Vermögenswerte und Aktivitäten. Eigentümer und Betreiber des Hafens und der Fischauktion ist heute die Zeehaven IJmuiden N.V. und damit für die Entwicklung des Hafens verantwortlich.
Der im Jahr 1899 erfolgte Bahnanschluss von IJmuiden und seinem Hafen unterstützte das Wachstum des Fischhandels, der damit Amsterdam und das Deutsche Reich schneller erreichte. Zu Beginn des Ersten Weltkriegs 1914 zählte die IJmuidener Fischereiflotte 155 Trawler, ein Drittel der gesamten niederländischen Fischereiflotte. Mit dem 1920 eröffneten Haringhavens westlich des Vissershavens stieg IJmuiden zu einem der größten Fischereihäfen Westeuropas auf. Eine Schiffswerft legte in diesem Hafenbecken eine Doppel-Slipanlage für Schiffsreparaturen an.
Nach dem Zweiten Weltkrieg wurde der Haringhaven 1962 erweitert und parallel zum Vissershaven verlängert. Heute wird der Hafenteil für die Ausführung von Offshore-Projekten in der Nordsee genutzt. So wurde beispielsweise der Offshore-Windpark Prinses Amalia vom Hafen von IJmuiden aus errichtet. Weitere neue Firmen kümmern sich um die Wartung von Bohrplattformen, die häufig im Hafen zu sehen sind.
Um dafür mehr Platz zu bieten, erweiterte Zeehaven IJmuiden N.V. 2004 die Hafenanlagen in Richtung Westen um den IJmondhaven. An den Kais können Schiffe bis 300 Meter Länge abgefertigt werden und die Kaiflächen sind für die Lagerung und den Umschlag auch schwerer Lasten geeignet. Am Kopfende des Hafenbeckens befindet sich eine Ladebrücke für RoRo-Schiffe. Daneben wurde das Felison Cruise and Ferry Ship Terminal für mittelgroße Kreuzfahrtschiffe gebaut. Als „Tor zu den Niederlanden“ vermeidet es bei kurzen Zwischenstopps die längere Anfahrt durch den Nordseekanal zum Passenger Terminal Amsterdam und spart damit den Reedereien Zeit und Geld.
Als viertes Hafenbecken südlich des Nordseekanals erfolgte 1993/1994 die Ausbaggerung der Marina Seaport IJmuiden. Die Landfläche war entstanden durch Angleichung der Küstenlinie an die verlängerte Südmole mit Sandauffüllung des Zwickels zwischen alter und neuer Mole. Für die Zufahrt zur Marina aus dem Havenmond wurde die alte Mole durchbrochen, um 650 Ankerplätze für Boote aller Art zu schaffen. Die Marina ist eine der wenigen Jachthäfen in den Niederlanden, die einen direkten Zugang zur Nordsee besitzen.

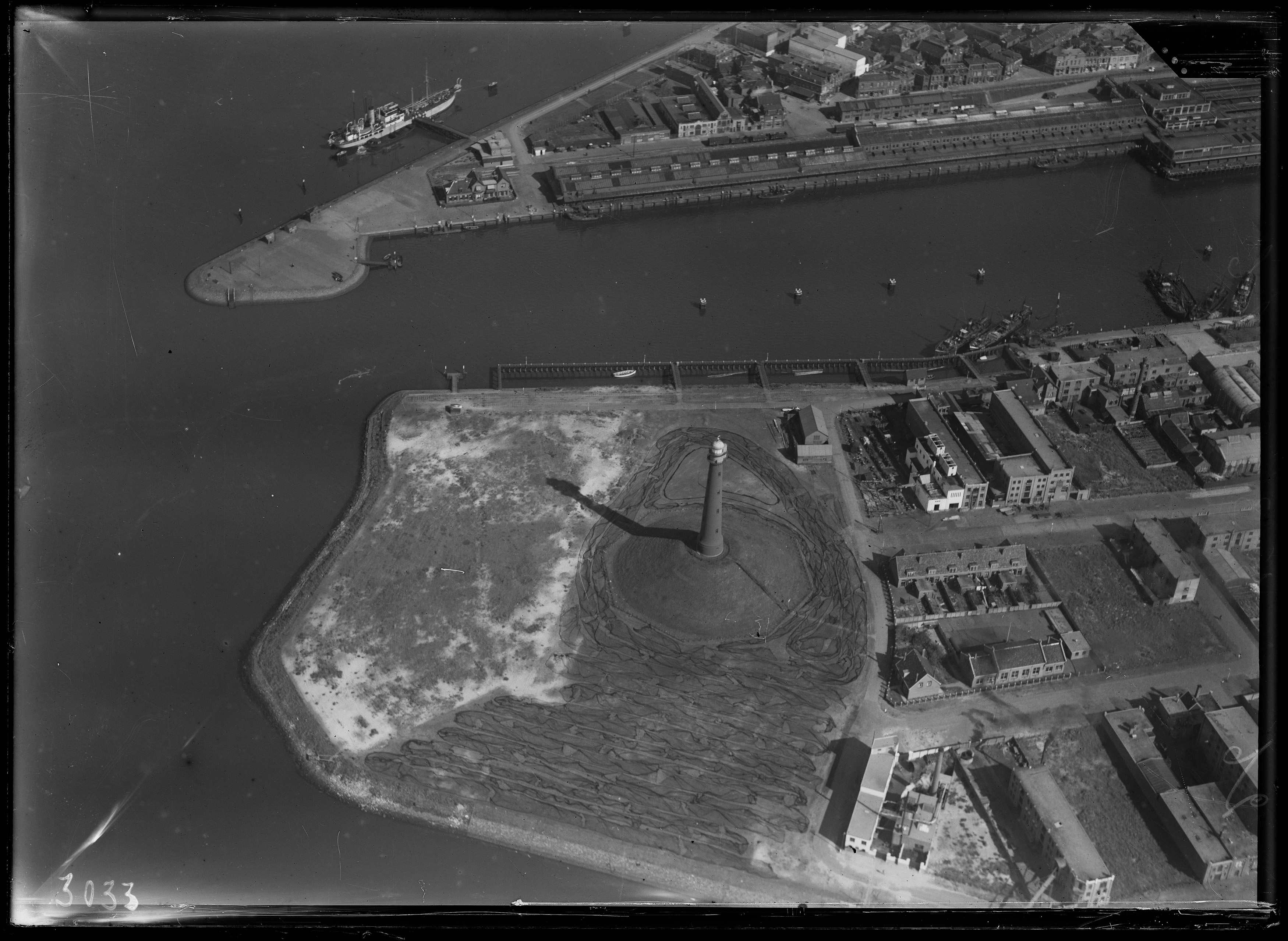
Vissershaven mit Leuchtturm
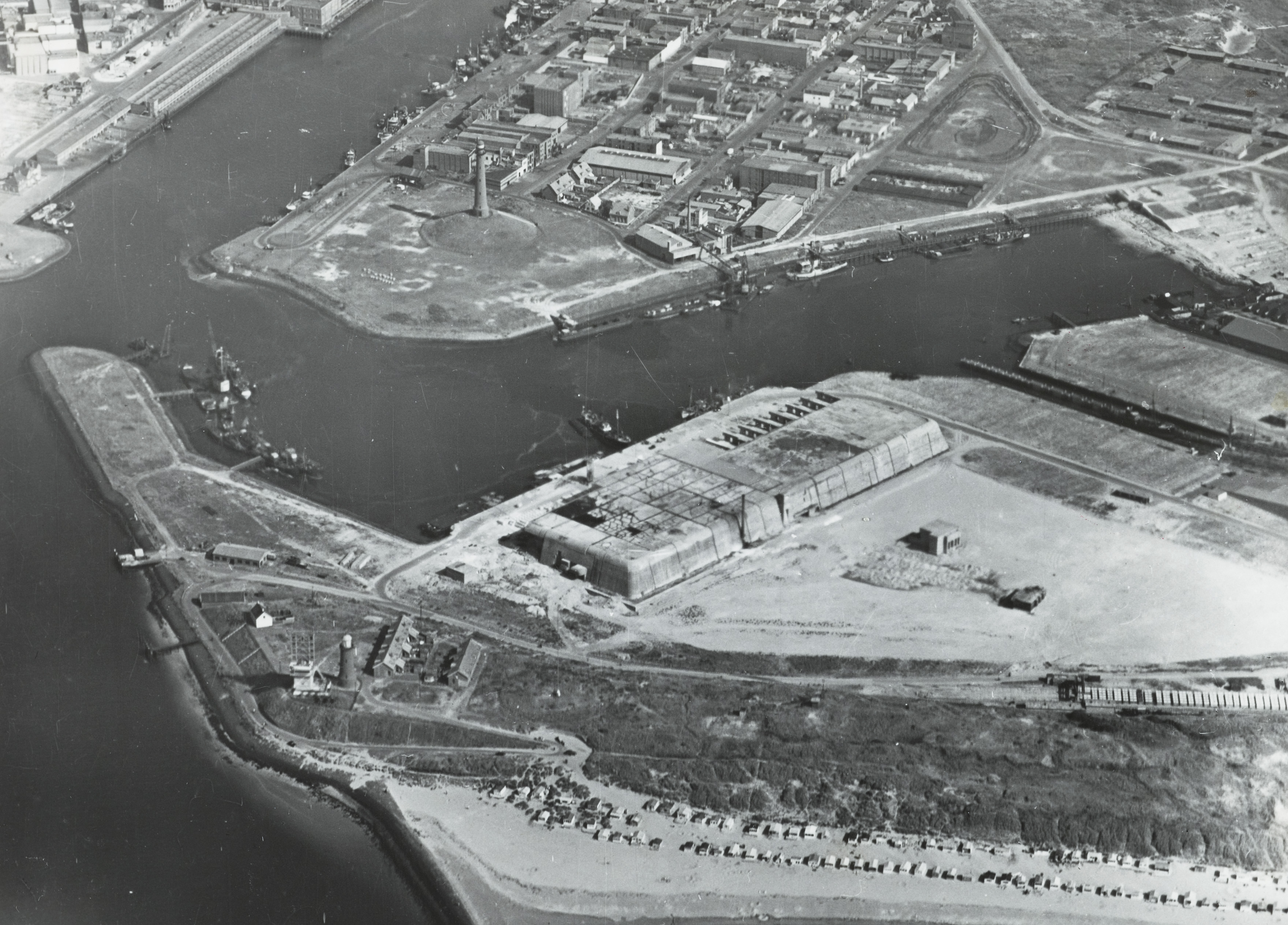
Haringhaven mit Schnellbootbunker
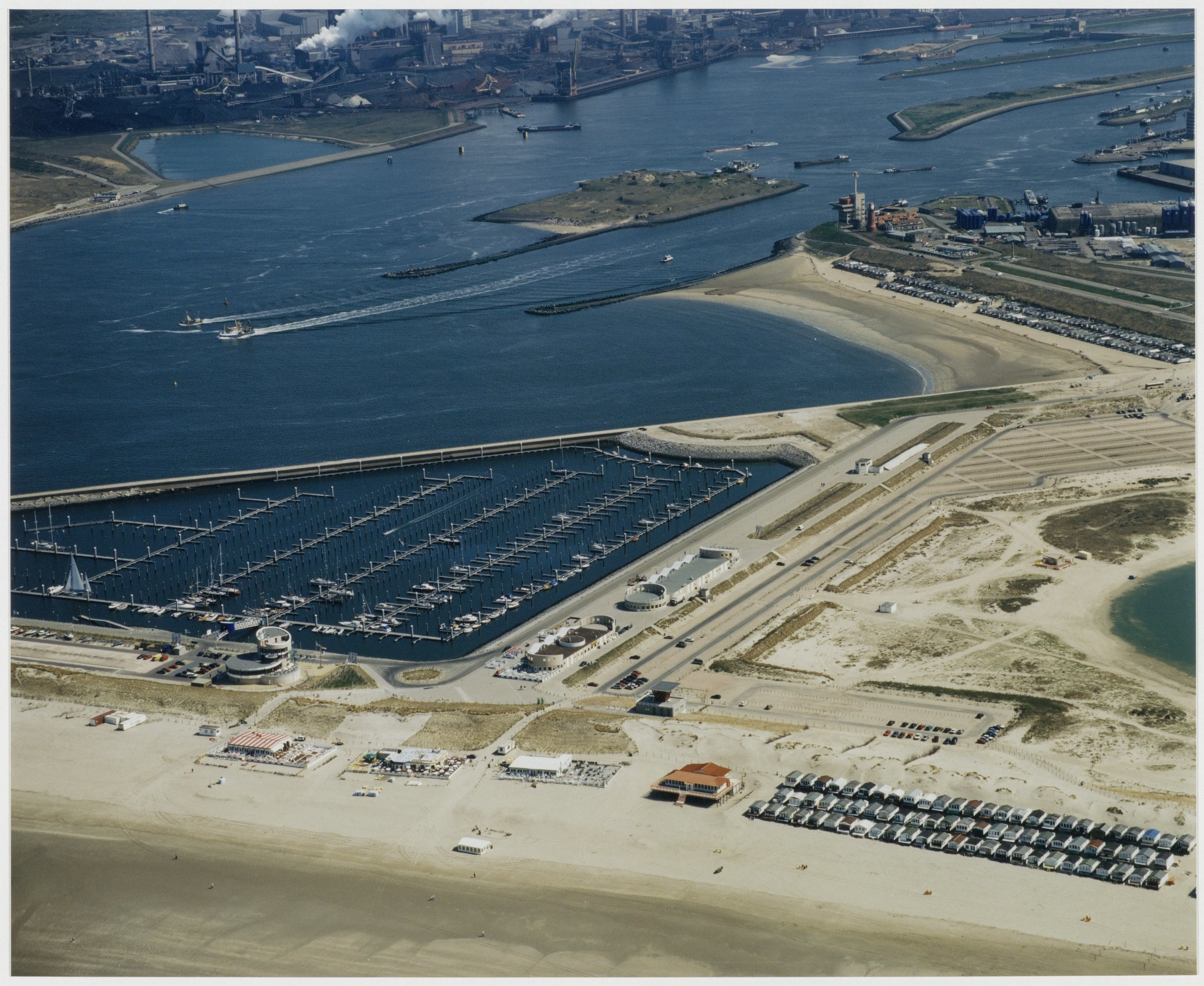
Yachthafen Marina Seaport IJmuiden

### Hafenbecken Nordseite

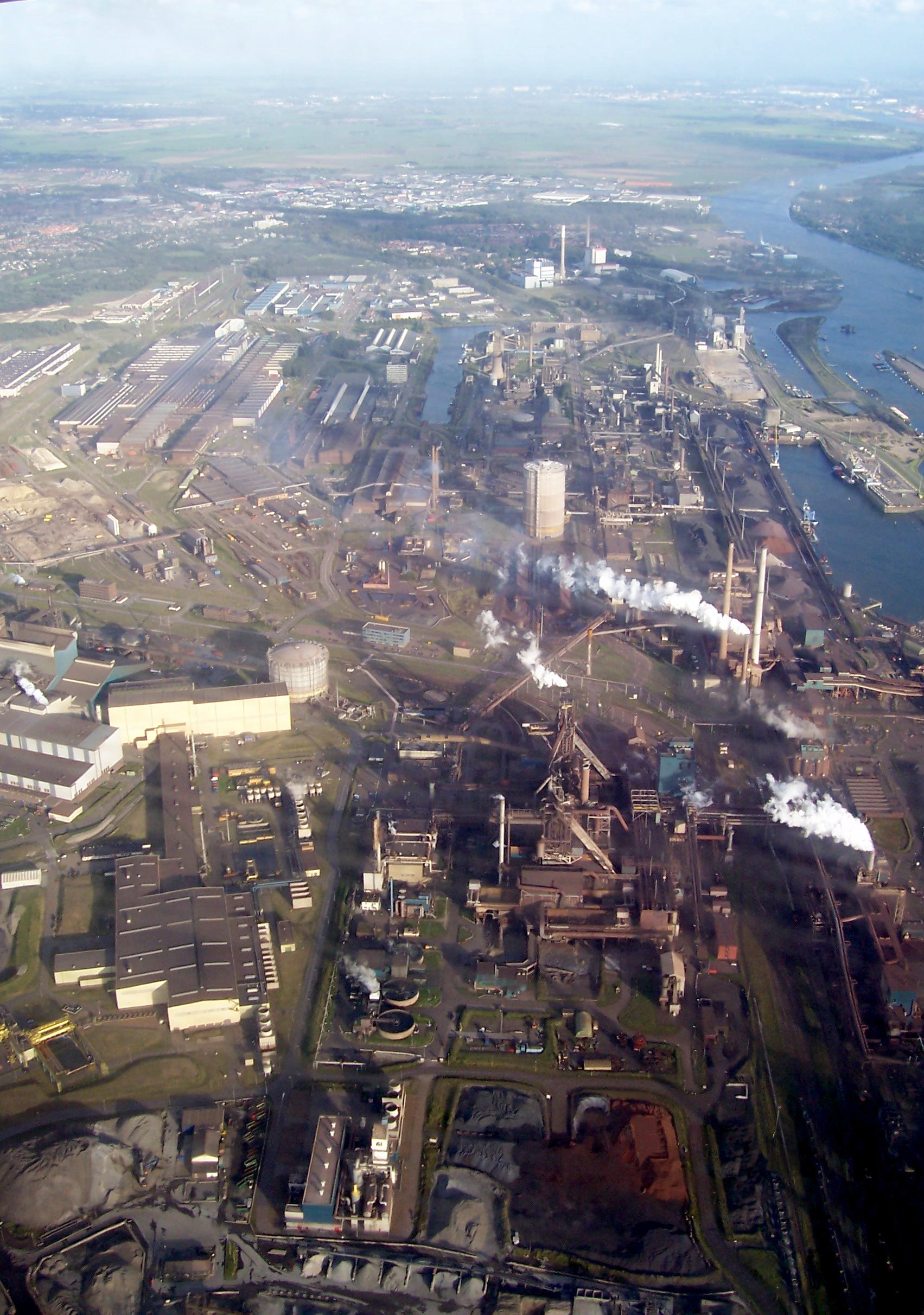
Industrieanlage Hoogovens

Durch die 1918 erfolgte Gründung und dem Bau des Stahlwerks Hoogovens (deutsch Hochofen) in den Dünen nördlich der Kanalschleusen wurde es erforderlich den zugehören Hoogovenhaven zu bauen, um die notwendigen Rohstoffe Kohle und Eisenerz anlanden zu können. Ein separater Zufahrtskanal, der Noorder Buitenkanaal, verbindet nördlich vom Fort IJmuiden die Hafeneinfahrt mit dem Hochofenhafen. Wichtig war eine freie Zufahrt ohne die Schleusenanlage passieren zu müssen. Der Bau des Hafens begann 1919 und konnte 1923 abgeschlossen werden. Nach Vergrößerung des Stahlwerks wurde 1968 ein weiterer Entladekai im Hoogovenkanaal angelegt. Wegen des Tideeinflusses am Erzkai (niederländisch Ertskade) musste eine Liegewanne für Massengutfrachter mit großem Tiefgang angelegt werden.
1967 hielt man es für notwendig einen Havariehafen (Averijhaven) vorzuhalten, um havarierten bzw. reparaturbedürftigen Schiffen einen sicheren Liegeplatz zu bieten, ohne andere Schiffe zu behindern. Nachdem dieses Hafenbecken kaum genutzt wurde, erfolgte 1991 die Schließung des Beckens durch einen Damm. Bis 2012 nutzte die Wasserbehörde Rijkswaterstaat das Becken als Baggerdepot für kontaminierten Baggerschlamm. Dieser Lagerplatz soll geräumt werden, um den Standort wieder als Hafen zu nutzen.
Dies erfolgt vor dem Hintergrund, dass im Noorder Buitenkanaal Massengutfrachter an den IJ-Dalben liegen können und dadurch die Zufahrt zur Nordschleuse behindern. An diesen Dalben, die vor dem Havariehafen liegen, erfolgt eine teilweise Entladung der Frachter mit großem Tiefgang, damit diese anschließend mit geringerem Tiefgang zum Hafen von Amsterdam gelangen können. Dieses Leichtern soll zukünftig im Havariehafen erfolgen.
Zwischen Hoogovenhaven und dem Zufahrtskanal zur Nordschleuse liegt der Spülkanal (niederländisch Spuikanaal). Über diesen Teil des Nordseekanals wird das überschüssige Wasser, das durch Schleusenvorgänge und die Entwässerung der tiefliegenden Landesteile anfällt, in die Nordsee abgeführt. Zu diesem Zweck sind im Damm des Spülkanals ein Sielbauwerk und ein Pumpwerk angeordnet. Durch die enorme abzuführende Wassermenge von jährlich rund 3 Milliarden m³ Wasser ist das Pumpwerk das leistungsstärkste in Europa.

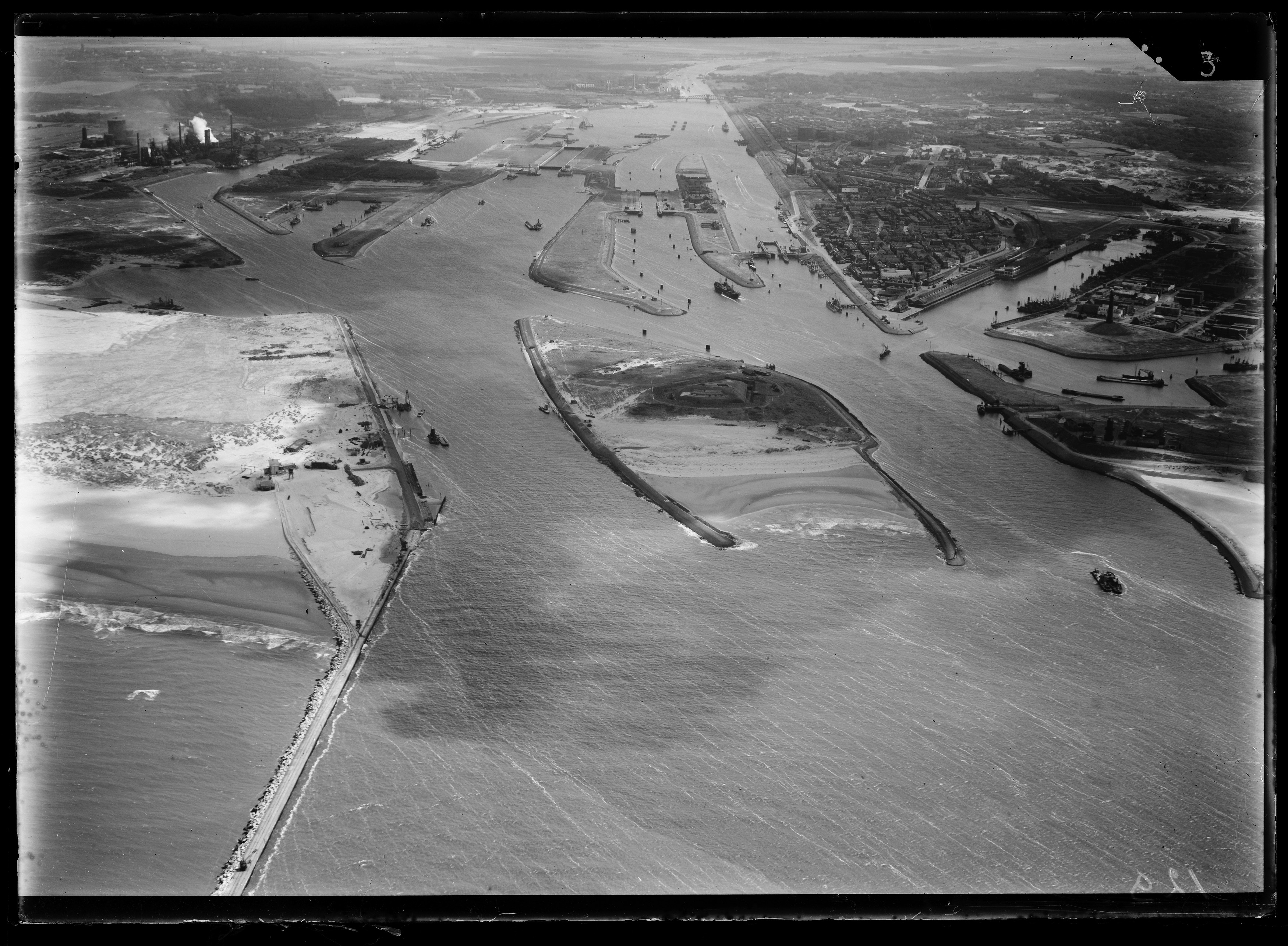
Hoogoven-Hafen links vor dem 2. Weltkrieg
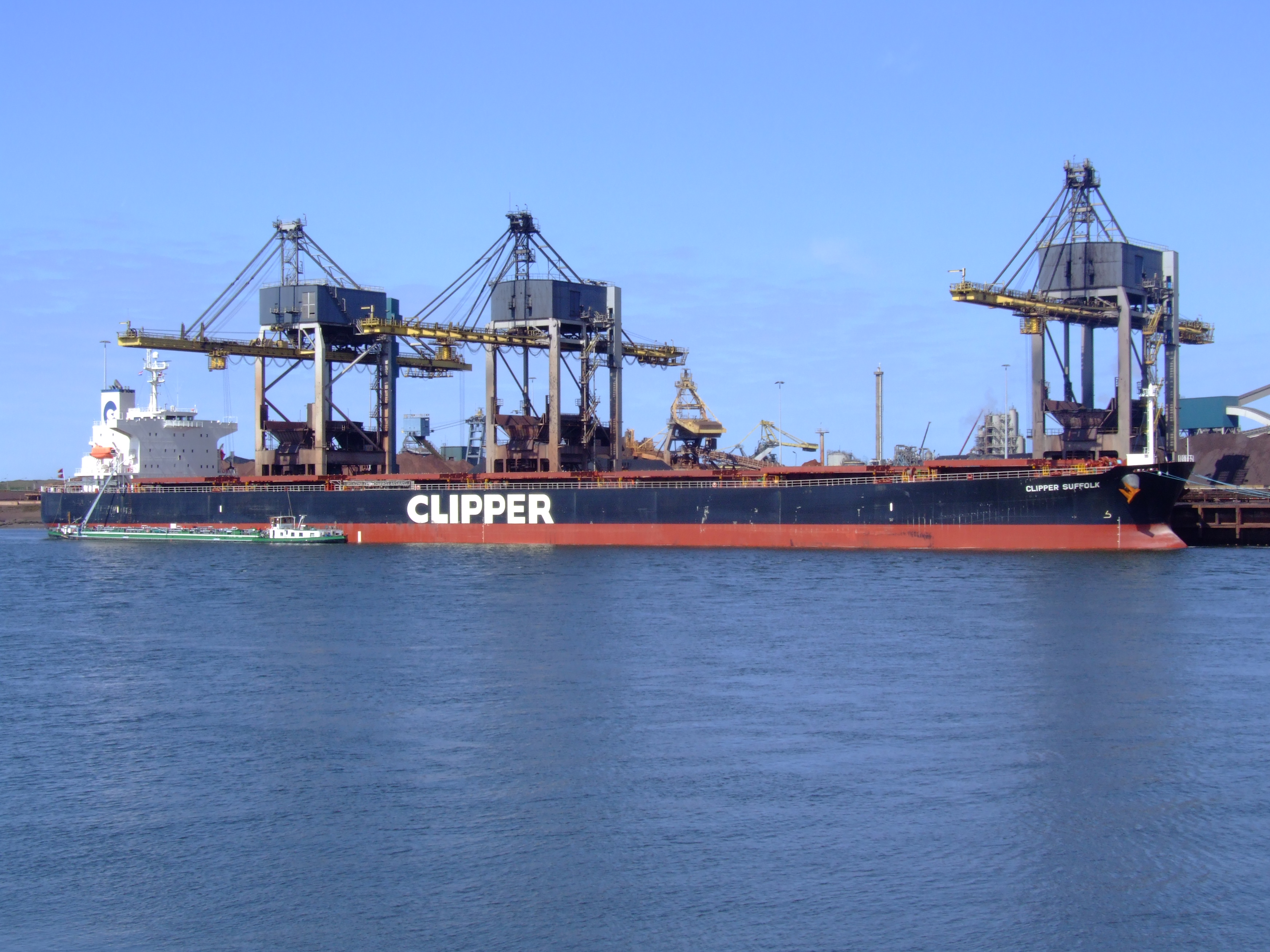
Massengutfrachter an der Erzkaje
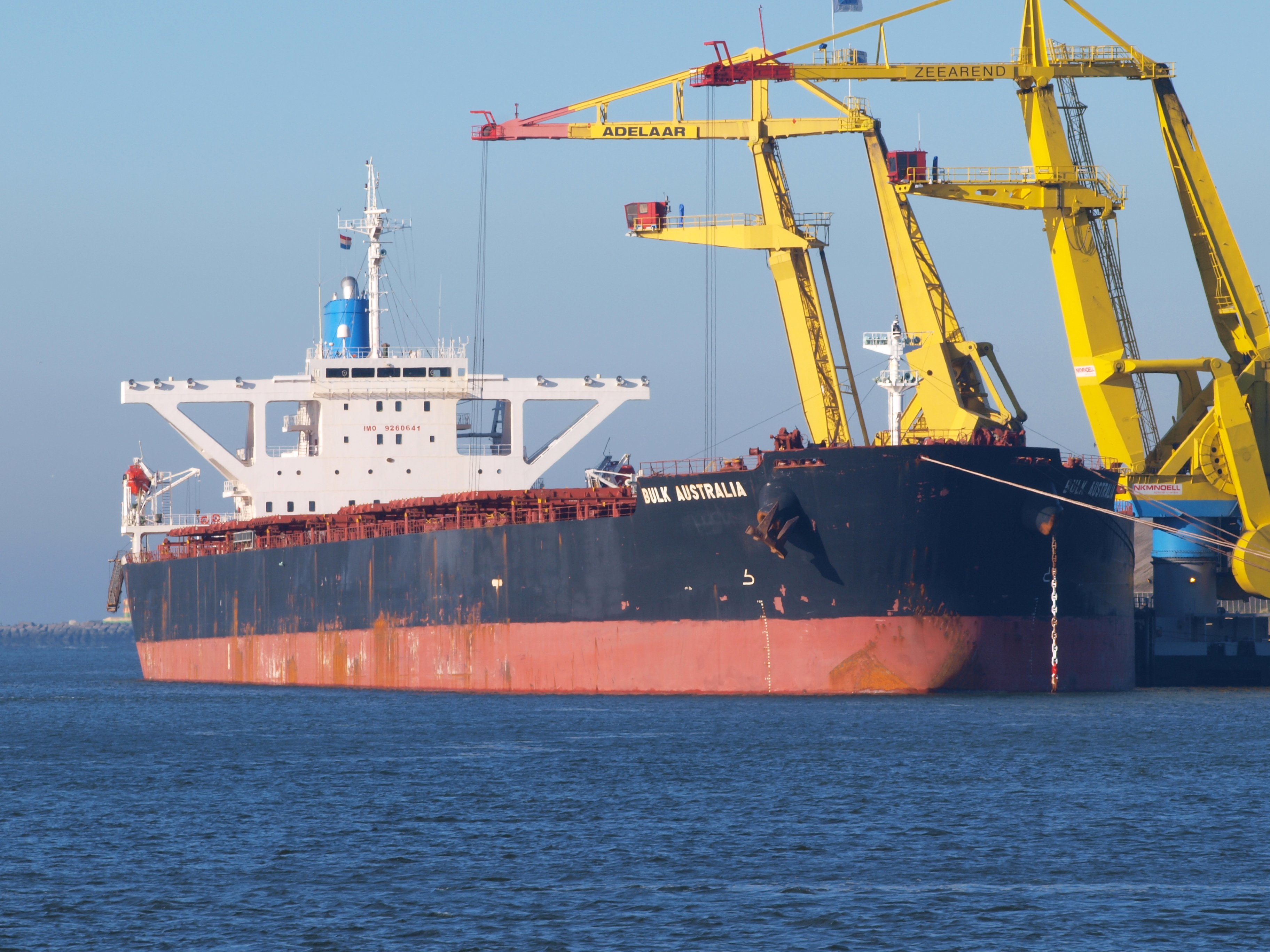
Massengutfrachter an den IJ-Dalben zur Leichterung
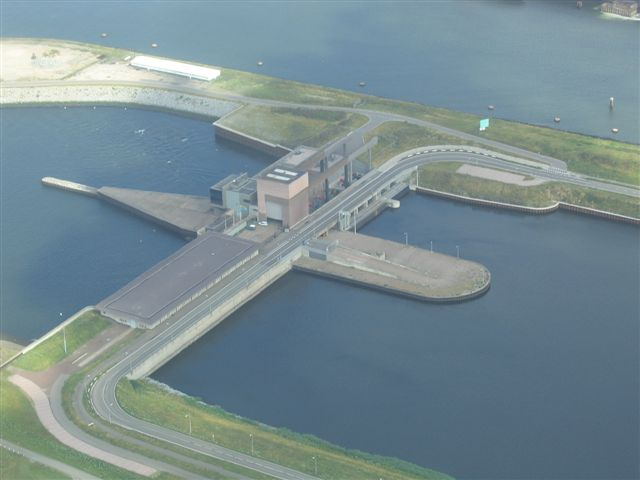
Siel und Pumpwerk (rechts)

## Verkehrsanbindung

### Eisenbahnanschluss

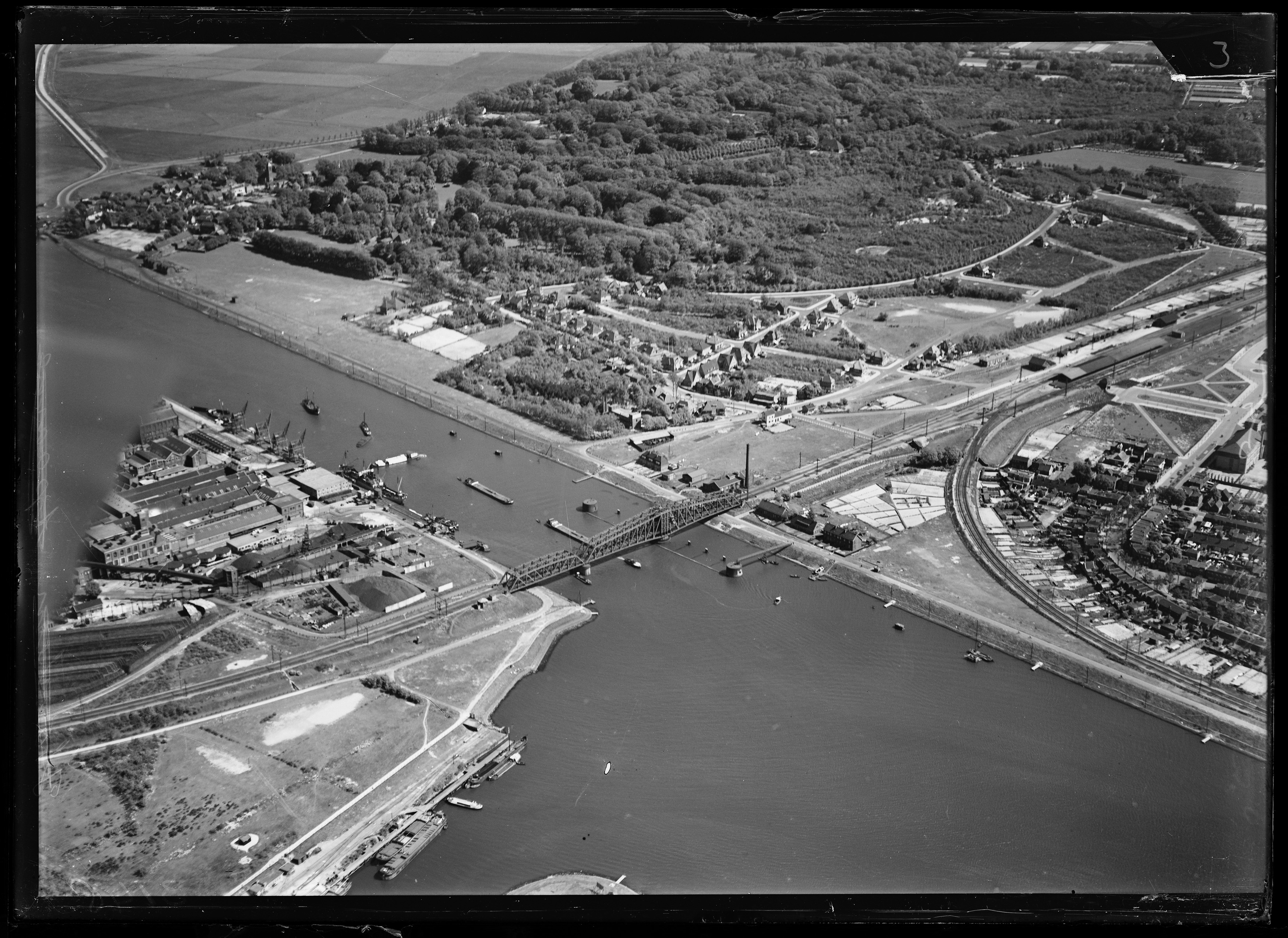
Velserspoorbrug mit Abzweig der IJmondlijn

Mit dem Bau des Nordseekanals musste eine Eisenbahnbrücke (niederländisch Velserspoorbrug) über den Kanal für die vorhandene Noord-Hollandsche Eisenbahnlinie von Haarlem nach Alkmaar erstellt werden. Von dieser Strecke zweigte seit 1883 die Nebenbahn IJmondlijn nach IJmuiden ab, die zunächst nur bis zu den Schleusen geführt wurde. 1899 erfolgte die Verlängerung bis zum Vissershaven mit dem Hauptbahnhof. Die Strecke wurde 1926 doppelspurig ausgebaut und 1927 elektrifiziert.
Mit Zunahme des Schiffs- und Schienenverkehrs kam das Ende der Velserspoorbrug und der Ersatz durch den Velserspoortunnel 1957. Die daran angepasste Nebenstrecke nach IJmuiden hatte noch bis September 1983 Personenverkehr und verlor in der Folge die Oberleitung und das zweite Streckengleis. Bis 1994 blieb die Strecke als Vislijn noch für den Abtransport von Fisch aus den Auktionshallen in Betrieb. Der Bahnhof wurde 1995 abgerissen. Die Reaktivierung durch Lovers Rail brachte zwischen August 1996 und Oktober 1998 nochmals Personenverkehr zwischen Amsterdam und IJmuiden als Kennemer Strand Express. Danach erfolgte der Rückbau des Oberbaus und der Ersatz durch eine Buslinie. Auf der Bahntrasse zwischen Hafen und Fährterminal Velsen-Süd verläuft heute ein Radweg.

### Straßenanschluss
Über die A22 oder die A9 ist IJmuiden erreichbar. Beide Autobahnen (niederländisch Rijksweg) kreuzen im Osten als Tunnel den Nordseekanal und besitzen nördlich und südlich jeweils Anschlussstellen. Um von der Stadt direkt nach Norden zu gelangen, können auch die Brücken über die Schleusenanlage genutzt werden. Diese Querung ist aber während der Bauzeit der neuen großen Schleuse unterbrochen. Eine zweite Möglichkeit besteht mit der Autofähre bei Velsen (Velserpont) an der Stelle der ehemaligen Eisenbahnbrücke. Die beiden Fährlinien 911 und 912 des Städtisches Transportunternehmen von Amsterdam GVB (Gemeentevervoersbedrijf) verbinden rund um die Uhr alle 20 Minuten die Ufer des Kanals und befördern Fußgänger und Radfahrer kostenfrei. Da motorisierte Fahrzeuge kostenfrei die Tunnel nutzen können fallen für diese Fährdienste Gebühren an.
Eine Verbindung des öffentlichen Verkehrs (niederländisch openbaar vervoer) von/nach Amsterdam bietet die Buslinie 382 von Connexxion. Bei einer Fahrzeit von 30 Minuten werden drei Fahrten pro Stunde angeboten. Die Linienenden liegen in IJmuiden aan Zee und in Amsterdam Station Sloterdijk. Daneben bestehen Busverbindungen nach Haarlem, Beverwijk und Heemskerk.

### Schiffsdienste
Seit 1995 bietet DFDS Seaways einen Fährdienst für Fahrzeuge und Passagiere zwischen IJmuiden und Newcastle in England. Der Fähranleger befindet sich am Sluisplein an der Einfahrt zum Vissershaven. Täglich verlässt ein Fährschiff am frühen Abend den Hafen und legt am Vormittag am Port of Tyne International Passenger Terminal in Newcastle an. Die Rückankunft in IJmuiden ist ebenfalls am Vormittag. Für Kurztrips nach Newcastle befinden sich am Fährterminal bewachte Parkplätze. Bei Anreise mit dem Zug besteht ein DFDS-eigener Bustransfer von und nach Amsterdam Centraal (Hauptbahnhof).
Direkt neben dem großen Fähranleger am Sluisplein liegt ein Anleger für Rund- und Fährfahrten im Hafenbereich, der durch IJmuidense Rondvaart Maatschappij BV betrieben wird. Es werden Fahrten durch die Schleusen, nach Velsen und zur Festungsinsel angeboten.
Im Jahr 1998 startete der Dienst einer Schnellfähre zwischen Amsterdam und Velsen, der die 25 Kilometer lange Strecke in 27 Minuten zurücklegte. Vier russische Tragflügelboote befuhren als Fast Flying Ferry (deutsch: schnell fliegende Fähre) zwei Mal pro Stunde mit einer Höchstgeschwindigkeit von 65 km/h. Nach Unfällen wurde die Geschwindigkeit auf 50 km/h reduziert, wodurch die Passagierzahlen zurückgingen. Daher musste der Verkehr zum Jahresende 2013 eingestellt werden.

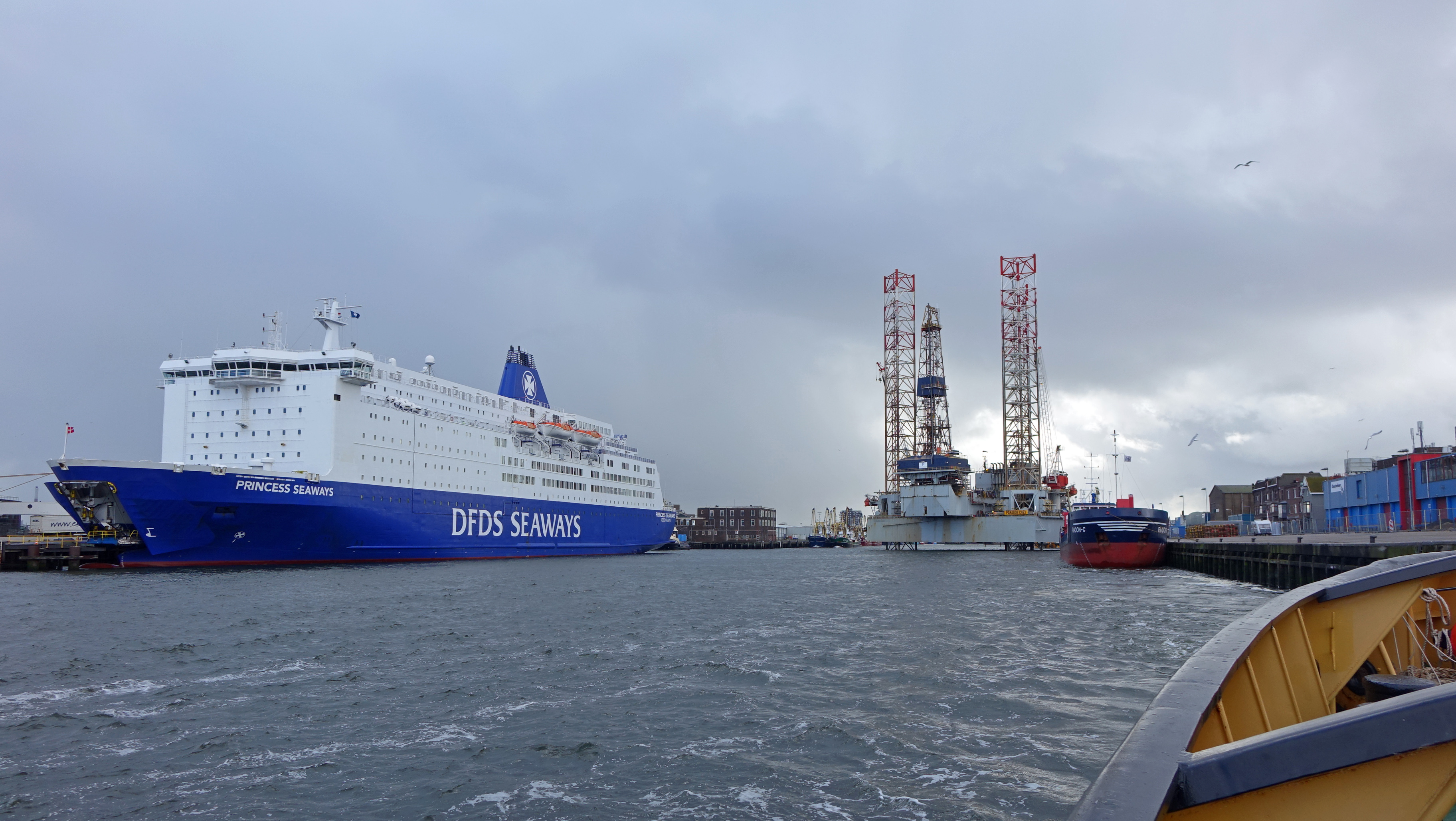
Fähre nach Newcastle im Vissershaven
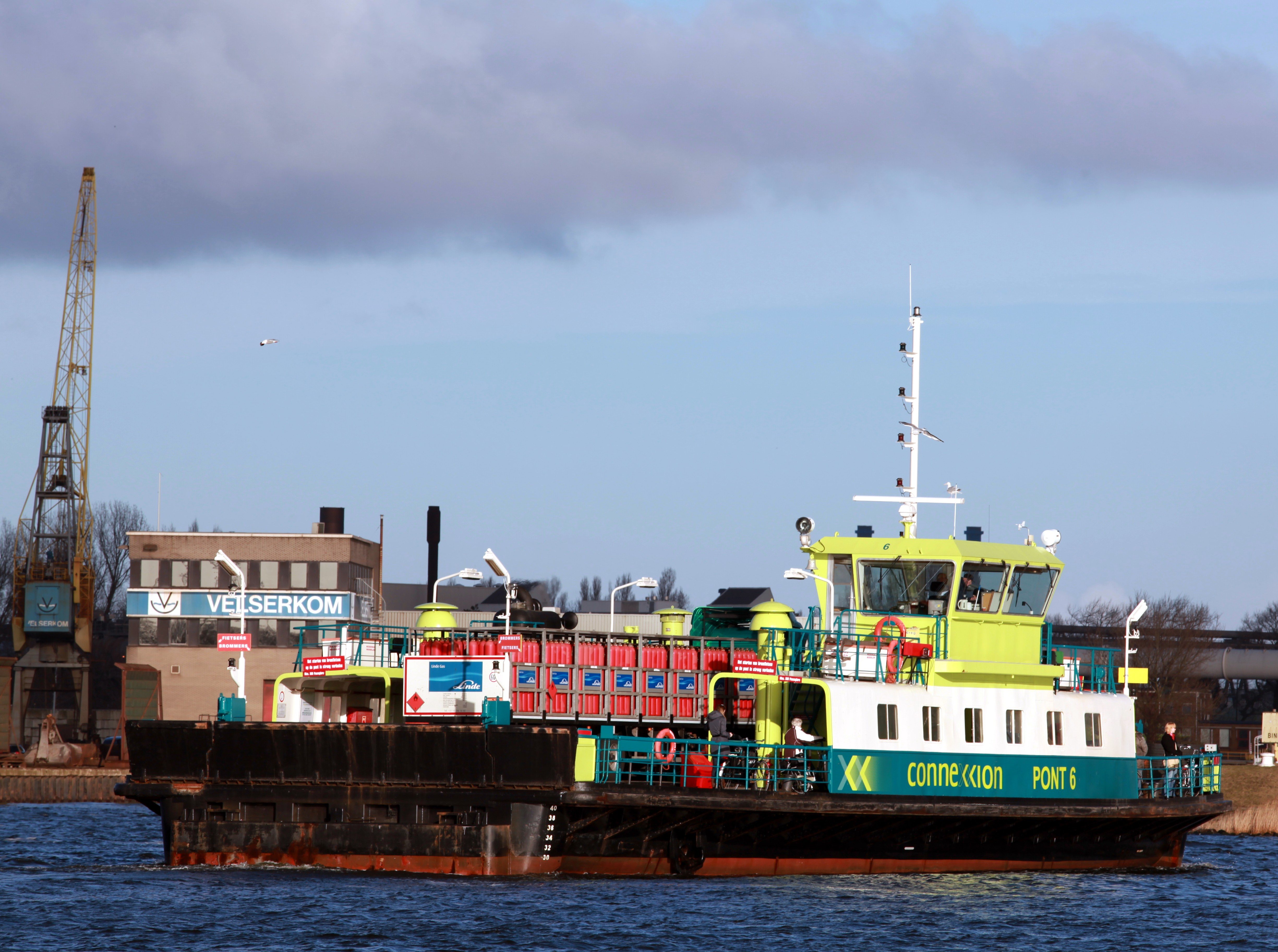
Fähre Velsen Velserpont
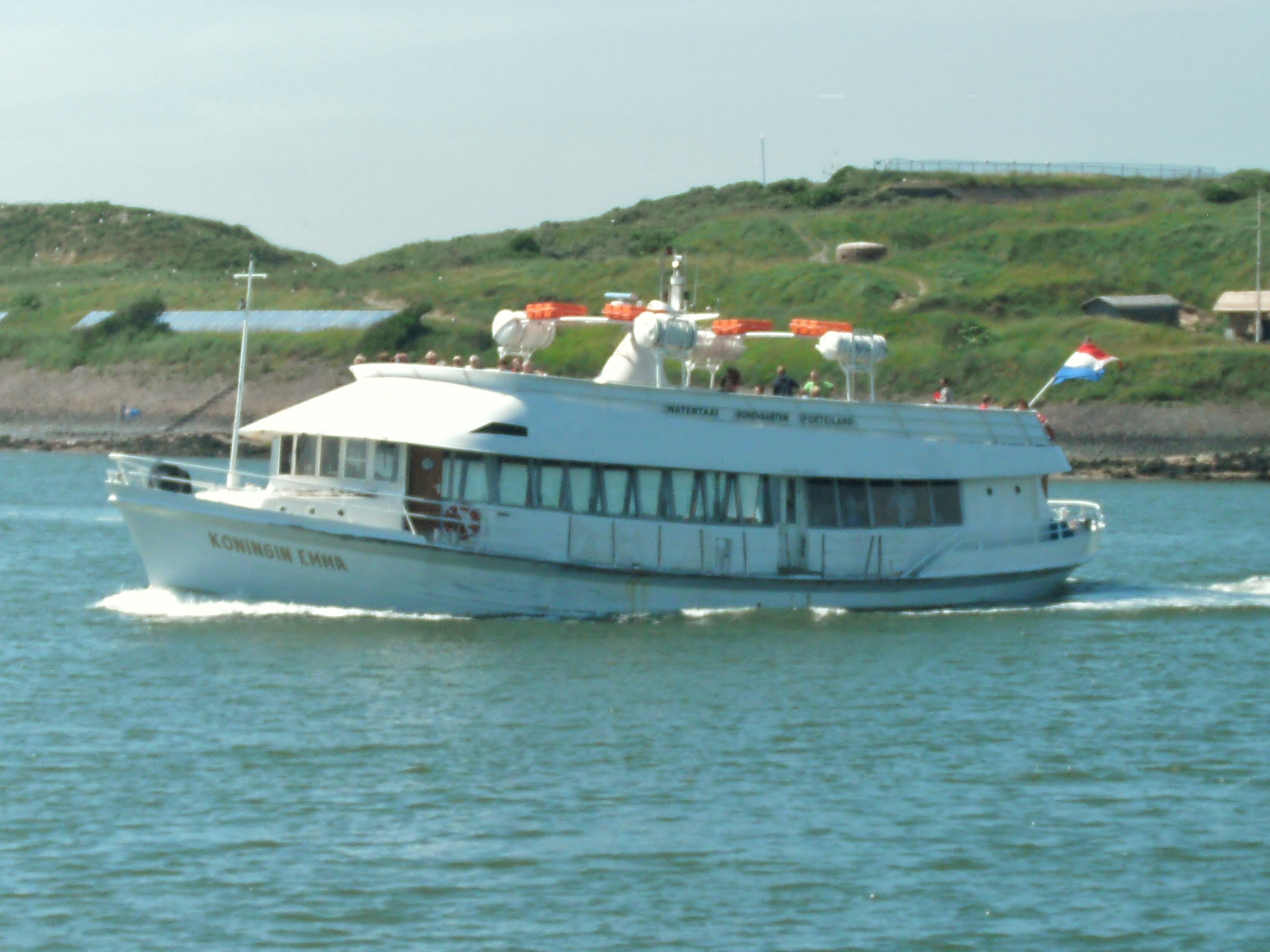
Ausflugsboot zur Festung
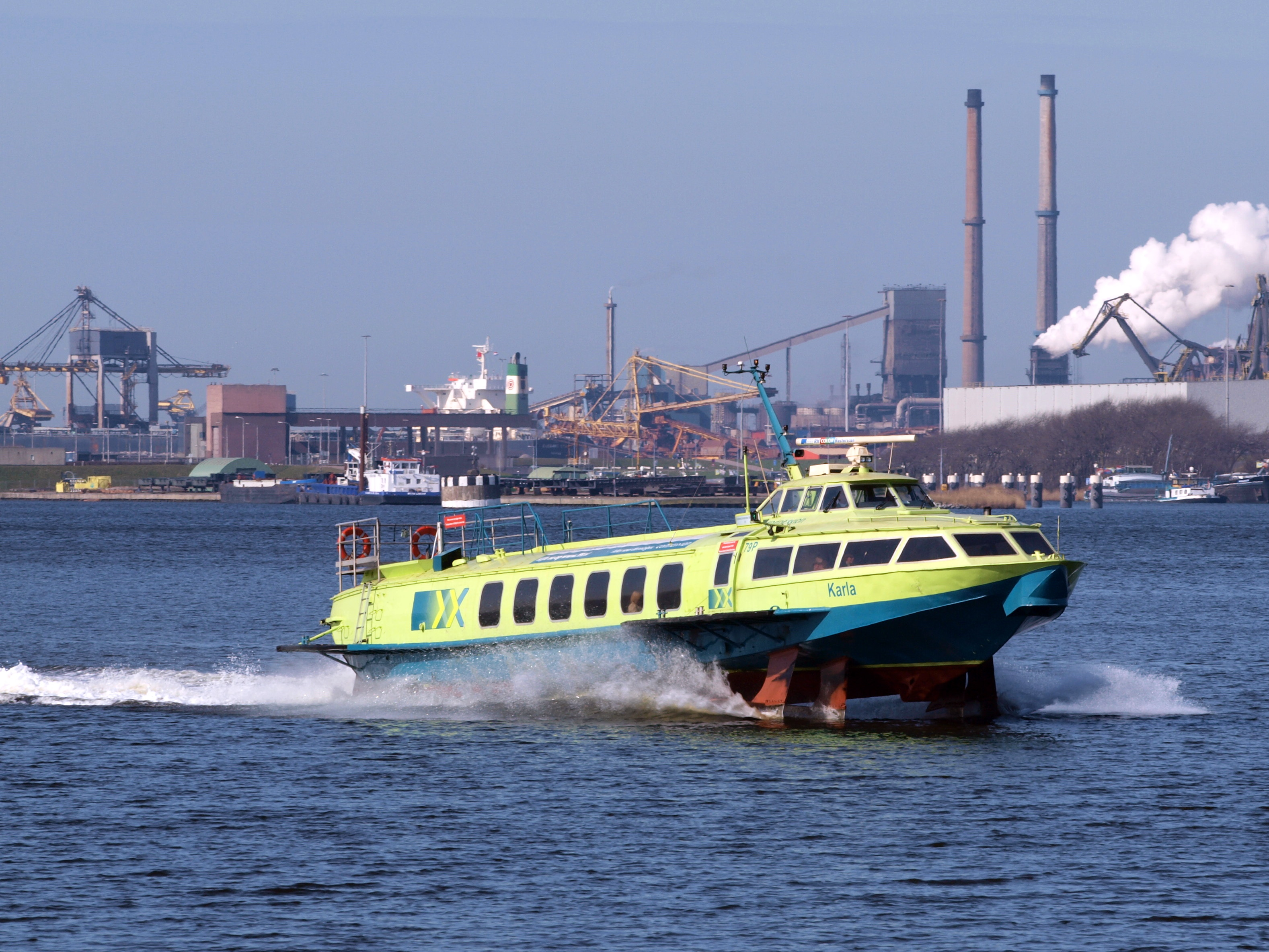
Tragflügelboot Fast Flying Ferry

## Sehenswürdigkeiten und Tourismus

### Schleusenanlage

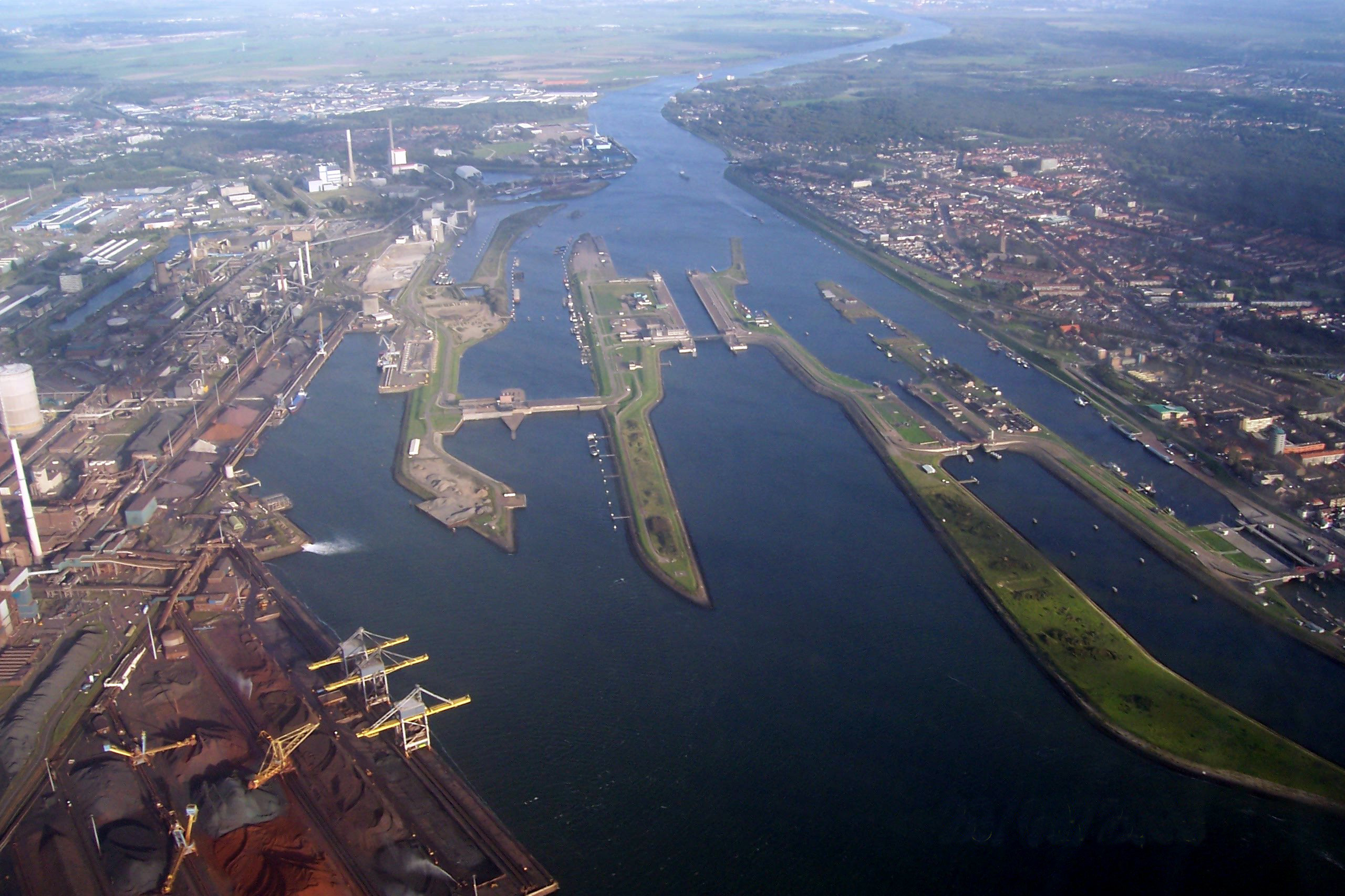
Schleusenanlage IJmuiden

Ein besonderer Touristenmagnet sind die vier Seeschleusen, die im neben stehenden Bild von Westen aus zu sehen sind. Von links nach rechts (Nord nach Süd) ist erkennbar: 
- Hochofenhafen mit Erzkaje und 3 Entladebrücken
- Spülkanal mit Pumpwerk und Sielbauwerk
- rechts neben 3. Schleuseninsel die geöffnete Nordschleuse
- rechts neben 2. Schleuseninsel die geöffnete Mittelschleuse
- rechts neben 1. Schleuseninsel die beiden 'alten' Bauwerke Südschleuse und Kleine Schleuse

Nach den letzten Renovierungen steht die Kleine Schleuse nur noch für die Sportbootschifffahrt zur Verfügung. Sie wurde auf die gleiche Länge der Südschleuse gebracht, die hauptsächlich durch die Binnenschifffahrt genutzt wird. Die Nordschleuse war mit 400 Meter Länge seinerzeit (1929) die größte Schleuse der Welt und übertraf sogar die Panamakanalschleusen von 1914. Ein neuer Superlativ wurde 2022 mit der Neuen Seeschleuse erreicht, die mit einer Schleusenkammer von 500 Meter Länge und 70 Meter Breite die größte der Welt ist. Für den Bau wurde die zweite Schleuseninsel im Bereich neben der Nordschleuse genutzt. Sie wird damit die beiden derzeitigen 'Rekordhalter' in Antwerpen (Berendrechtsluis und Kieldrechtsluis) bei gleicher Länge um zwei Meter in der Breite übertreffen.

### Molen und Vorhafen
Um die Ein- und Ausfahrten der Seeschiffe zu beobachten, können die beiden Molen des Vorhafens begangen werden. Der freie Zugang bis an die Molenenden beträgt circa vier Kilometer. Bei Windstärken über 5 Beaufort wird jedoch der Zugang aus Sicherheitsgründen gesperrt. Jeder Molenkopf trägt ein Molenfeuer, die, wie in der Seefahrt in Europa mit Betonnungs-System A üblich, bei Einfahrt in einen Hafen auf der Steuerbordseite (rechts) in grün und auf Backbord rot sind. Auch die alten Molenfeuer stehen noch auf den Molen in ungefähr gleicher Position wie vor der Verlängerung.

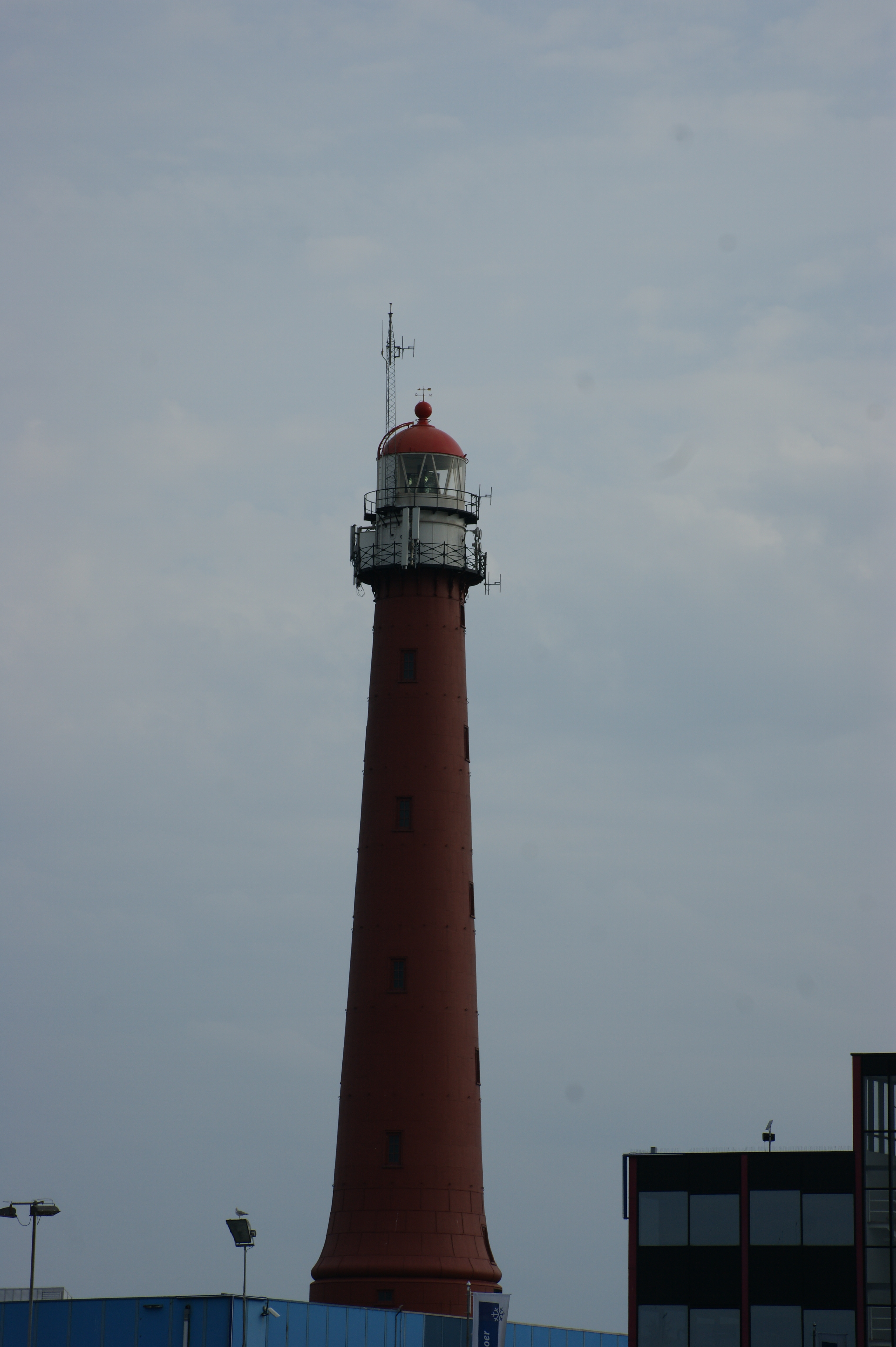
Großer Leuchtturm
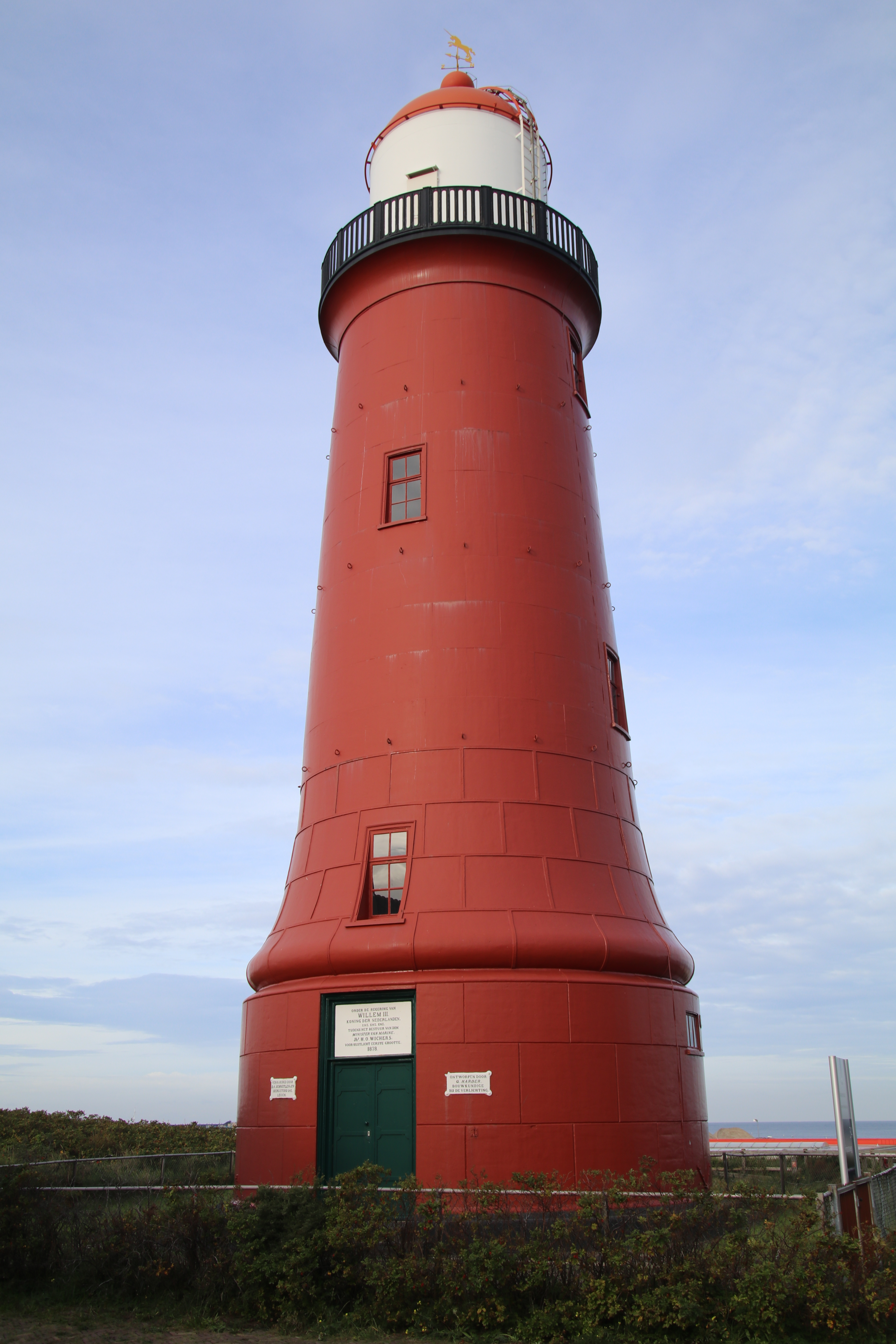
Kleiner Leuchtturm
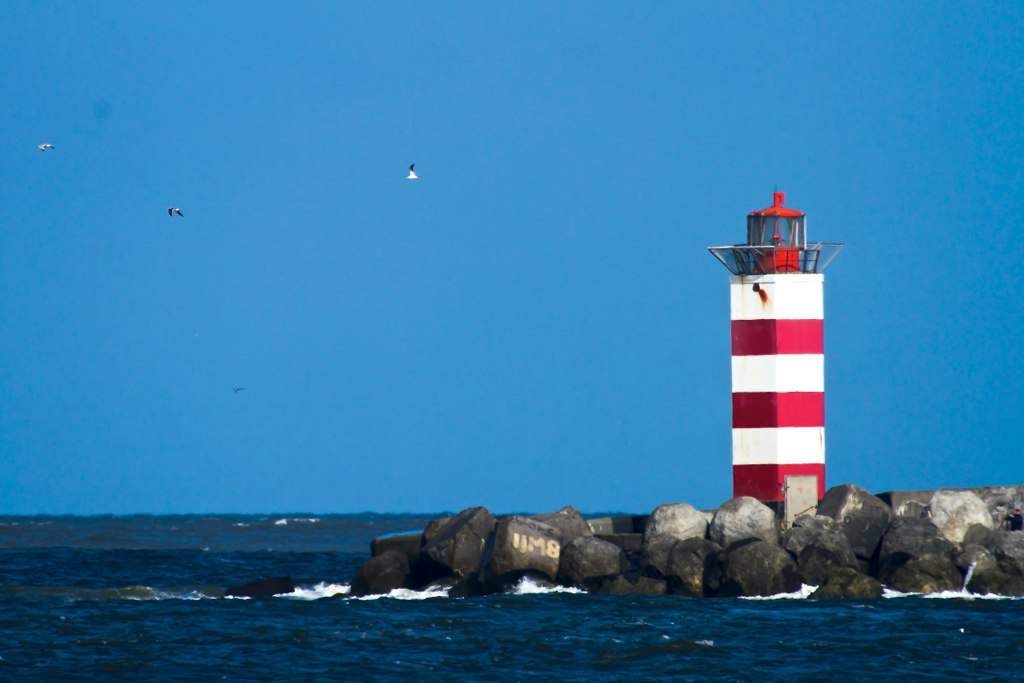
Molenkopf Nord
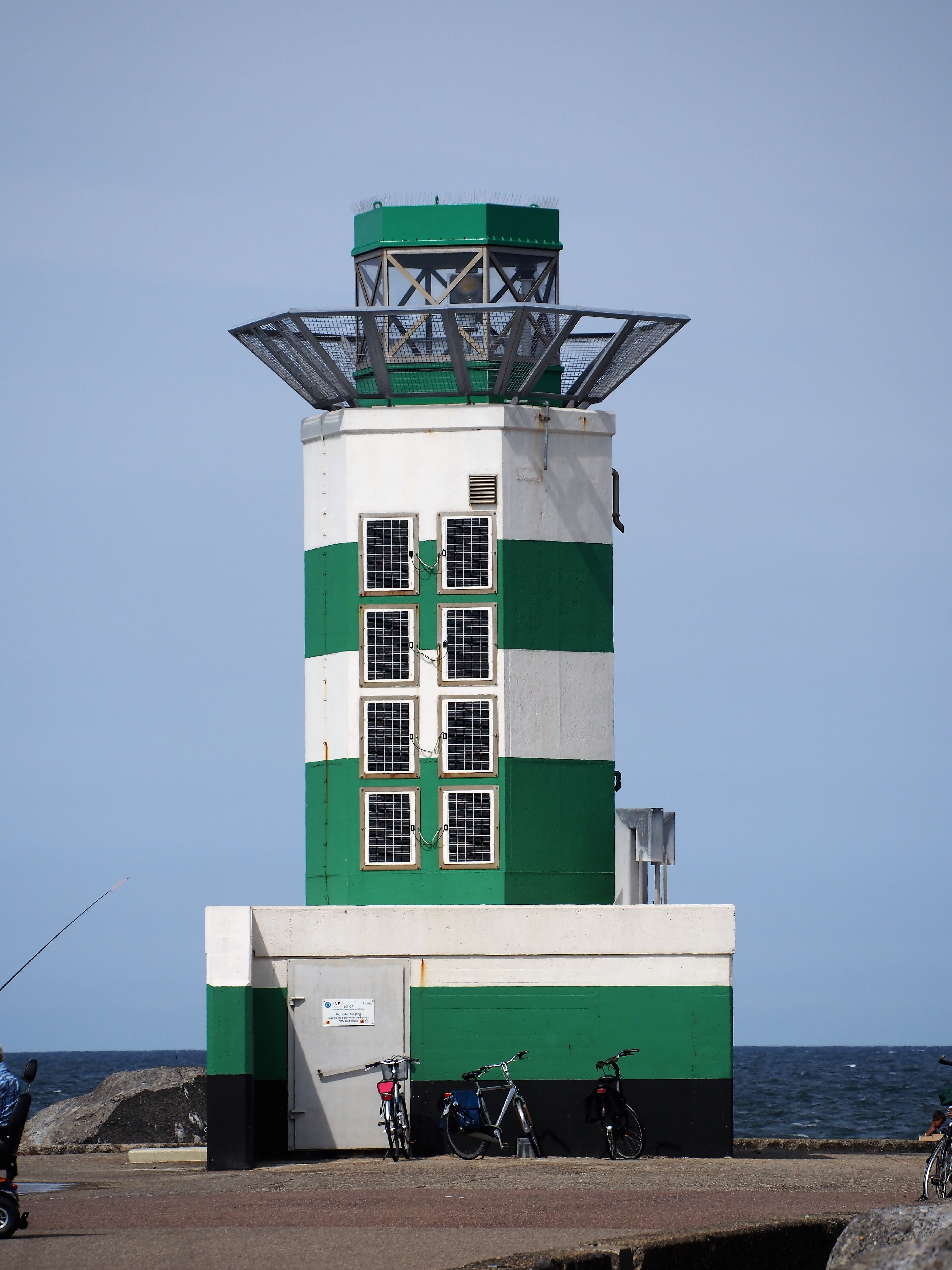
Molenkopf Süd
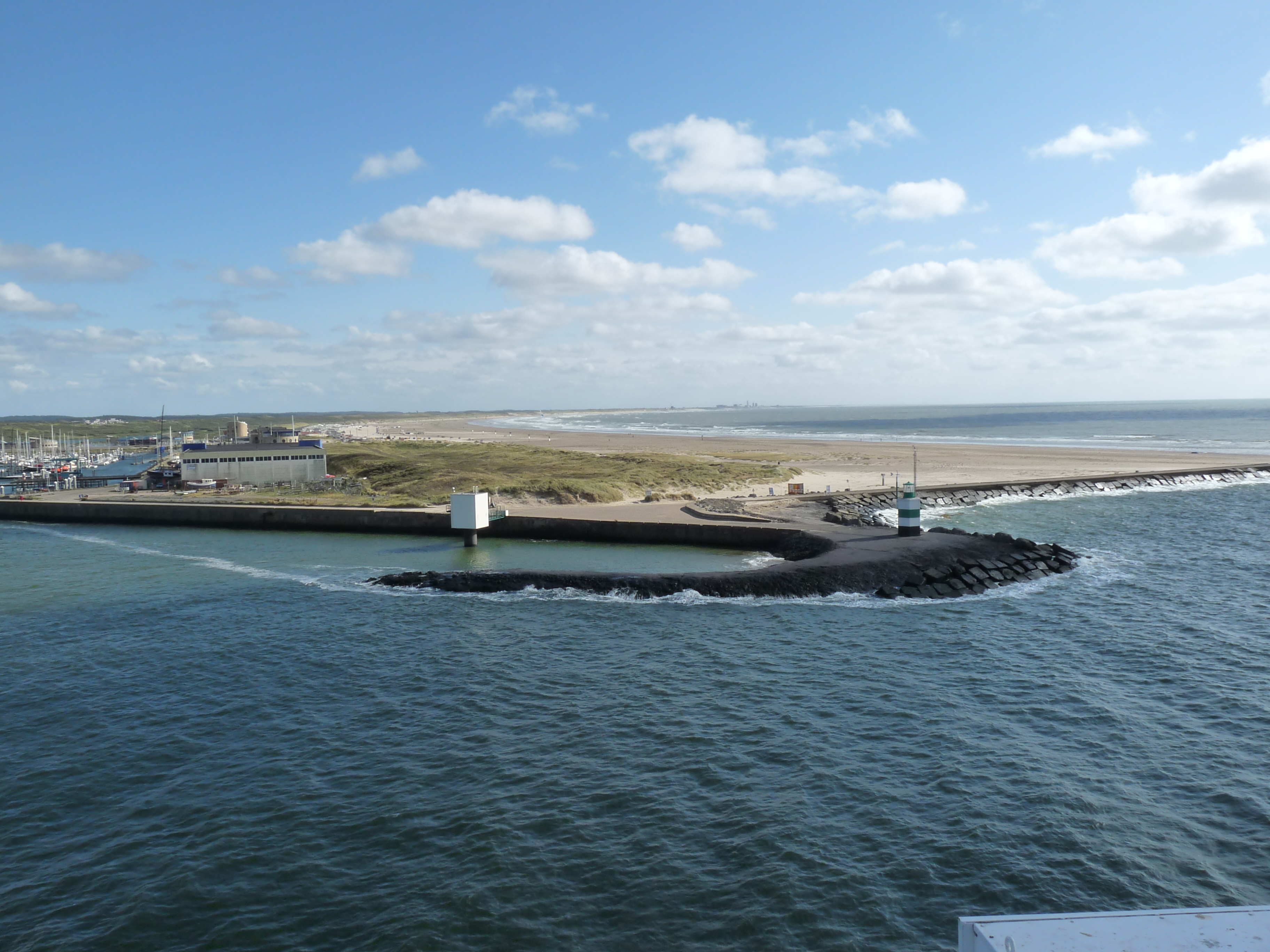
Alter Molenkopf Süd

### Leuchttürme
Die beiden rotbraunen Leuchttürme von IJmuiden sind inmitten der Hafengebäude zwischen den Hafenbecken schwierig auszumachen oder zu finden. Da sie nicht mehr personell besetzt sind, ist auch keine Besichtigung möglich.

### Festung IJmuiden

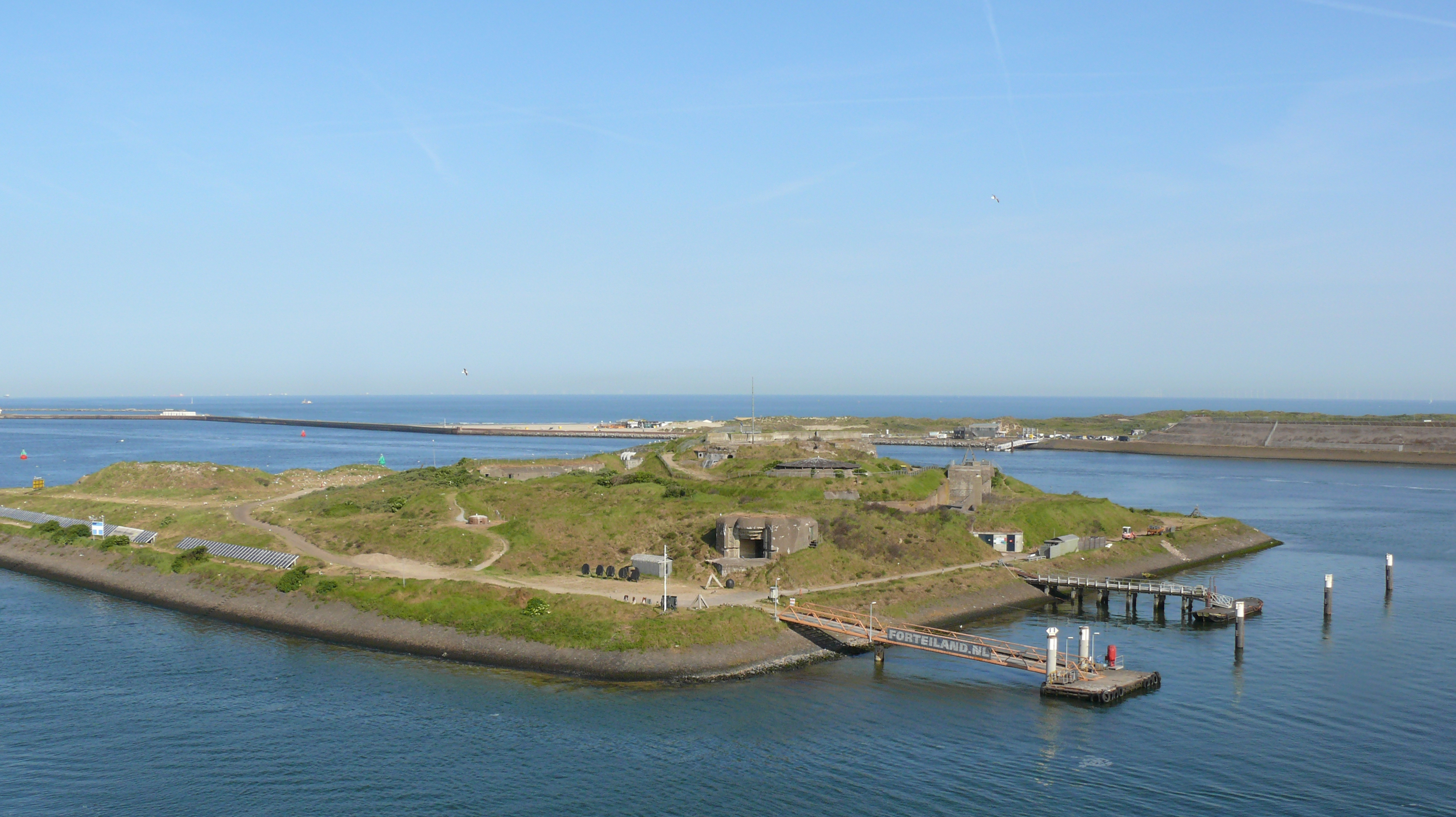
Insel mit Festung
Blick Richtung Nordwest

Nach dem Bau des Nordseekanals wurde zwischen 1881 und 1887 das Fort bij IJmuiden nördlich der Zufahrt zu den beiden ersten Schleusen errichtet. Das Fort gehört zum Verteidigungsring um Amsterdam (niederländisch Stelling van Amsterdam), der gemäß Festungsgesetz von 1874 (niederländisch vestingwet) in den Jahren 1880 bis 1920 aufgebaut wurde. In einem Radius von 10 bis 15 Kilometer und auf einer Länge von 135 Kilometern um die Hauptstadt Amsterdam lagen 45 Festungen, die mit Batterien, Deichen, Wehren sowie Wassergräben ausgestattet waren, um im Verteidigungsfall eine gezielte Überschwemmung (Inundierung) auszulösen.
Durch den Bau der Nordschleuse musste ein neuer und tieferer Zufahrtskanal (Noorder Buitenkanaal) gegraben werden, wodurch das Gelände des Forts zu einer Insel wurde (niederländisch Forteiland). Aufgrund seiner Lage am Nordseekanal hatte das Fort große Wichtigkeit für den Festungsring und wurde daher zu einer der stärksten Festungen ausgebaut. Das Fort erhielt eine dreieckige Form mit einer gepanzerten Küstenbatterie auf der Seeseite mit fünf Kanonen mit einem Kaliber von 24 Zentimeter, um den Eingang des Kanals, den Großteil des Hafens und einen Teil der Nordsee außerhalb der Hafenmündung abzudecken. Es wurde aus Ziegeln gebaut und hat drei Stockwerke.
Im Zweiten Weltkrieg mit dem Bau des Atlantikwalls erhielt die Festung eine Ausrüstung mit schwerer Artillerie und auf der Festungsinsel wurden 37 Bunker errichtet. Nach dem Weltkrieg verfiel die Festung und hatte keine strategische Bedeutung mehr. Ein Teil der Insel und Teile des Forts wurden abgerissen. Im Jahr 1996 gelangte die Stelling van Amsterdam auf die Liste zum UNESCO-Welterbe und es erfolgte eine Restaurierung des Forts. Über eine Fährverbindung können die Insel und das Fort erreicht und besichtigt werden.

### See- und Hafenmuseum
Das IJmuider See- und Hafenmuseum zeigt die Geschichte und Entwicklung des Nordseekanals und von IJmuiden. Gezeigt werden alle Aktivitäten der Fischerei und Seefahrt mit Schleppdiensten, Rettungsdiensten und Lotsendiensten sowie der Industrieanlagen in und um IJmuiden. Die Stiftung Stichting IJmuider Zee- en Havenmuseum de Visserijschool liegt an der Havenkade 55 hinter dem Vissershaven und der KNRM-Zentrale.

### Hoogovensmuseum

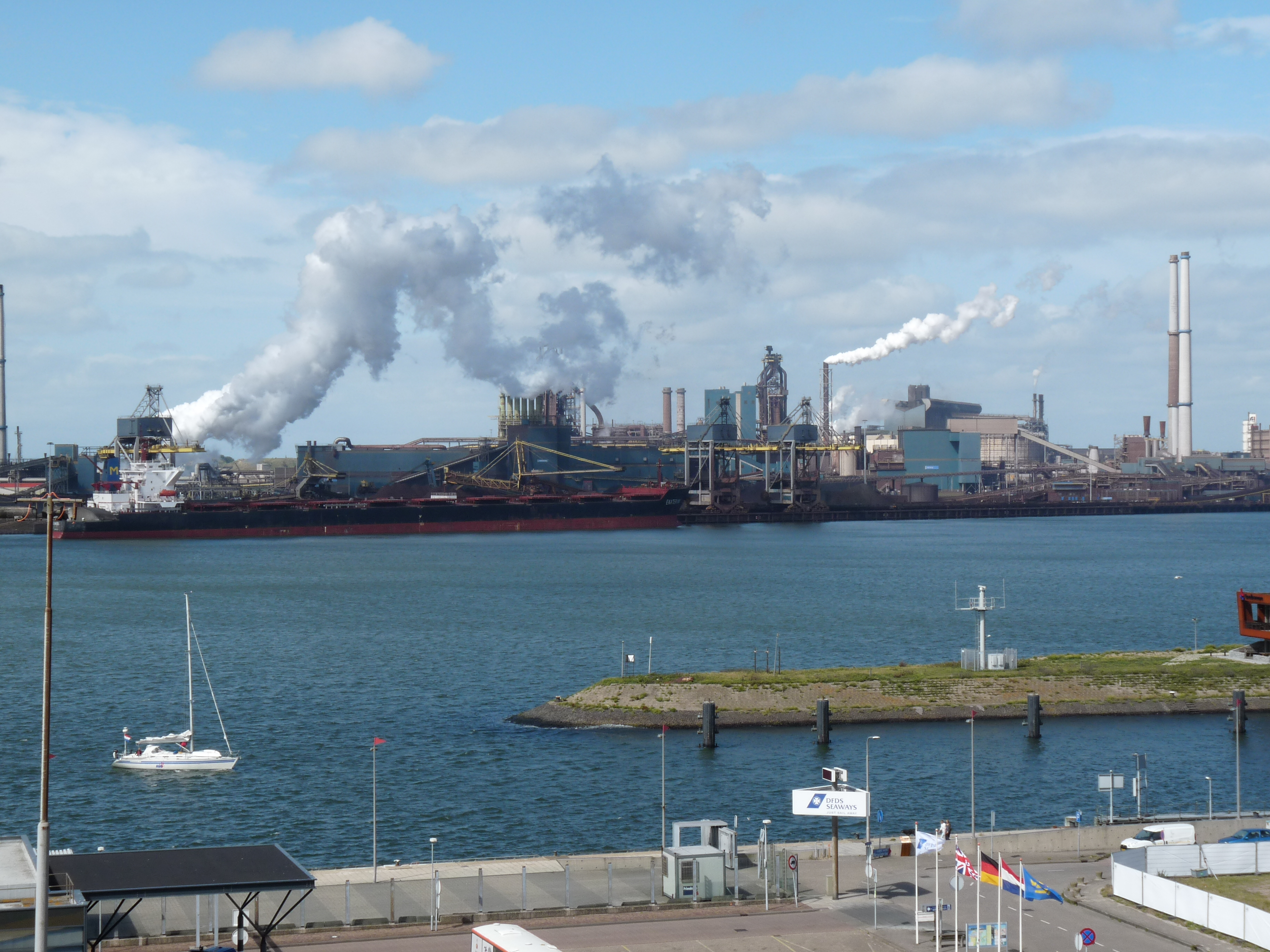
Hochöfen und Hüttenwerk hinter Erzkaje

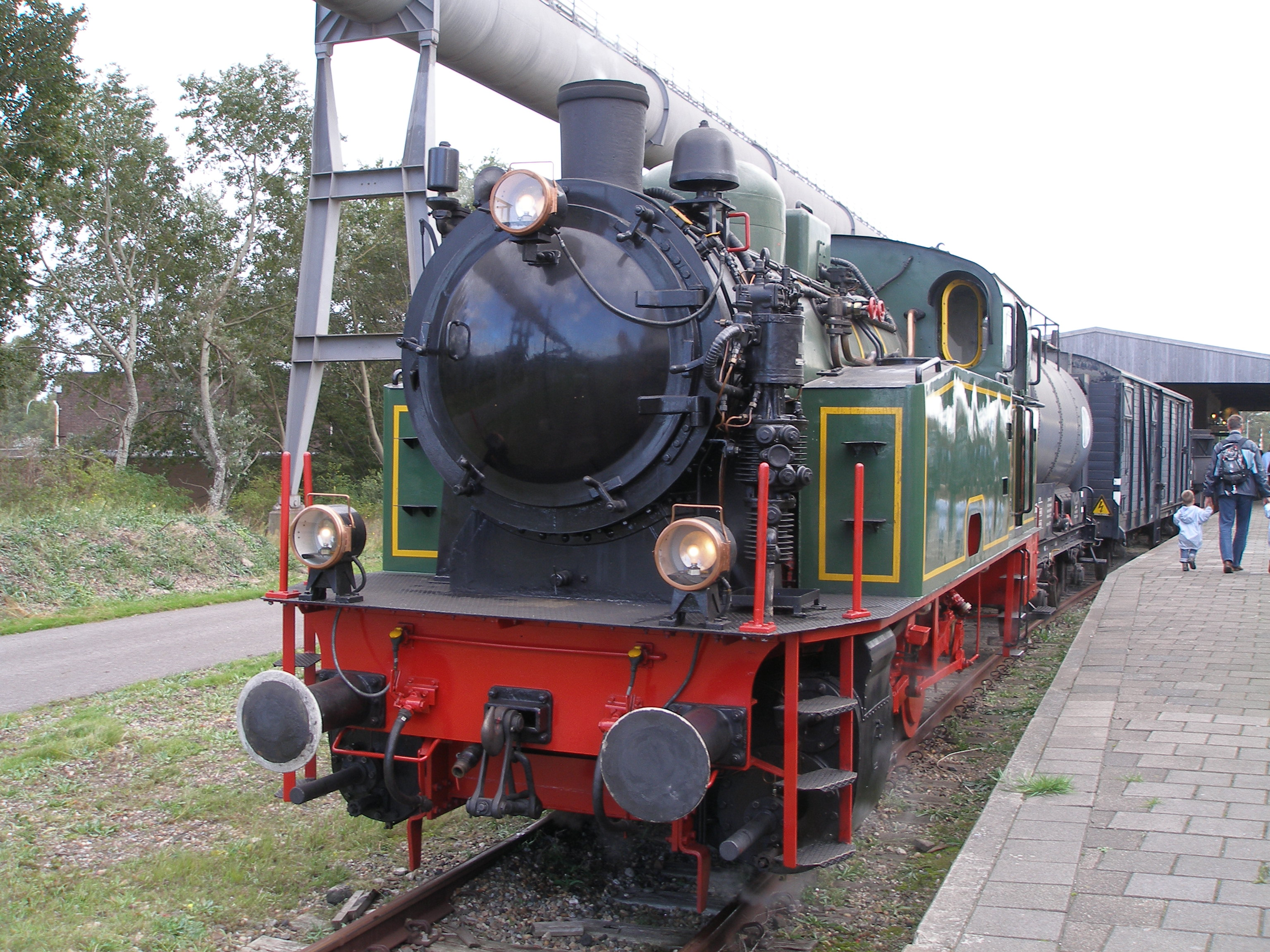
Dampflokomotive Museumsbahn

Nördlich der Schleusen von IJmuiden gründete der niederländische Staat 1918 ein Stahlwerk mit Hochöfen (Koninklijke Hoogovens). Heute gehört der Produktionsstandort zu Tata Steel. Außerhalb des Firmengeländes, hinter dem Tata Steel Convention Center, befindet sich in der alten Rohrgießerei das Hoogovensmuseum. Das Museum der Stichting Industrieel Erfgoed Hoogovens zeigt die Geschichte der Stahlerzeugung mit der Präsentation von historischen Objekten, Dokumenten, Fotos und Filmmaterial. Beim Museum existiert ein kostenloser Parkplatz für Besucher, der über die Wenckebachstraat erreicht wird.
Das Museum ist auch während der öffentlichen Fahrten mit dem Hoogovens Excursion Train geöffnet. Diese Museumseisenbahn fährt als Dampfzug ein Mal im Monat bzw. an Tagen der offenen Tür 15 Kilometer durch das Firmengelände. Ausgangspunkt ist der Bahnhof Velserbosch in der Nähe des Haupteingangs von Tata Steel IJmuiden.

### Bunkeranlagen

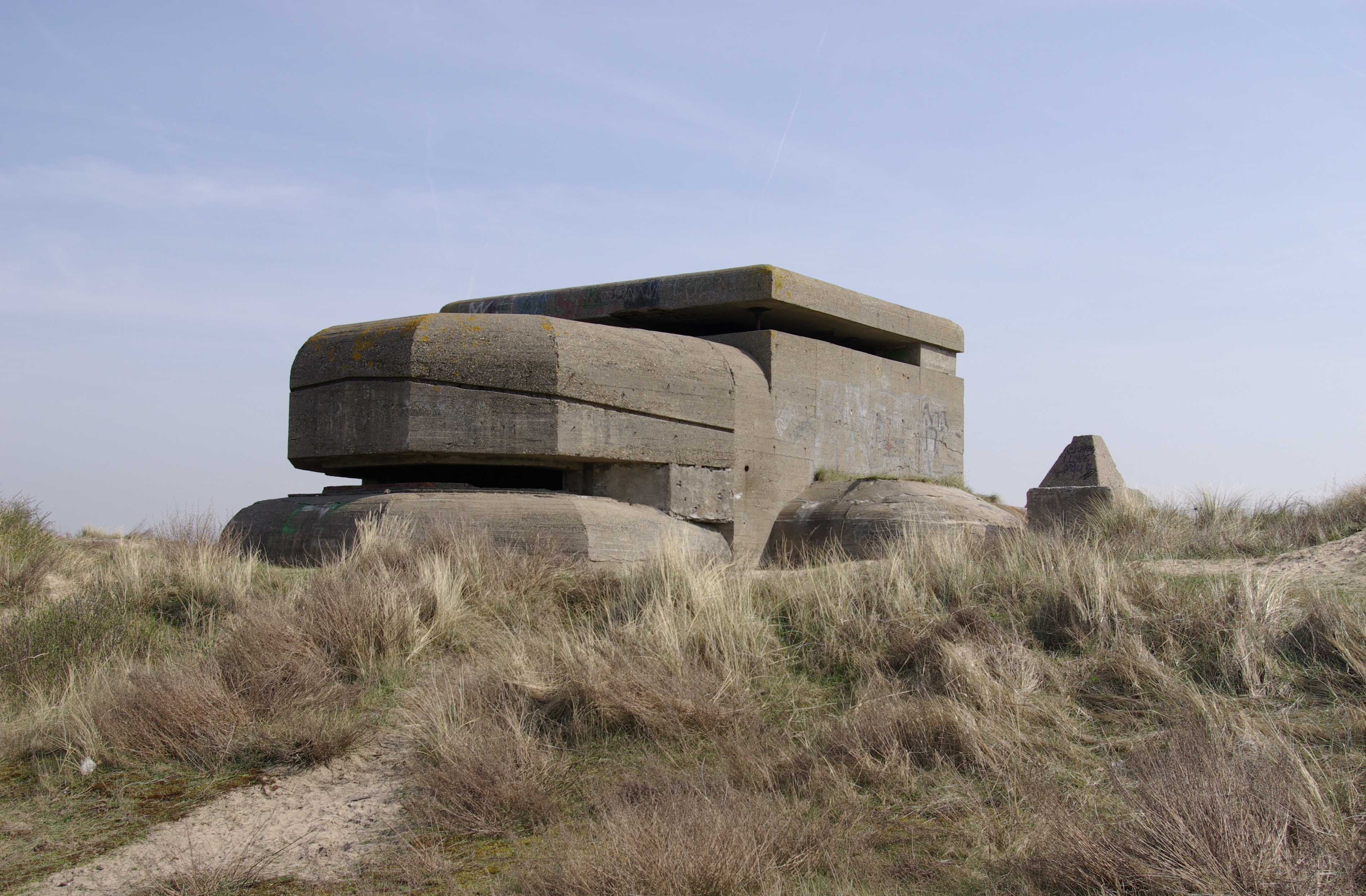
Küstenbatterie Heerenduin

Verschiedene Zeugnisse des Zweiten Weltkriegs sind in und bei IJmuiden zu sehen oder zu besichtigen, die im Rahmen des Atlantikwalls durch die Organisation Todt errichtet wurden. Am Ausgang des Haringshavens steht noch der Schnellbootbunker, der nicht besichtigt werden kann, weil das Gelände durch eine Firma für Bohrplattformzubehör genutzt wird. In der Nähe an der Kromhoutstraat steht der zugehörige Torpedobunker IJmuiden. Weiter in Richtung Strand befindet sich am Badweg das Bunkermuseum IJmuiden, das besichtigt werden kann. Weitere Befestigungsanlagen sind im Dünengelände an der Nordsee zu finden, wie z. B. die Küstenbatterie Heerenduin.

### Strände und Nationalpark
Für die Erholung und Freizeitgestaltung am Meer hat IJmuiden Strände nördlich und südlich der Kanaleinfahrt. Dort finden Wind- und Kitesurfer ein gutes Revier. Am Strand von IJmuiden aan Zee hinter dem Jachthafen entstand ein Beach Resort mit Strandpavillons, Geschäften, Cafes und einem Hotel. Südlich davon schließt sich der Nationalpark Zuid-Kennemerland (Kennemerduinen) an, in dem das Kennemermeer angelegt wurde. Der künstliche See entstand durch die Sandbewegungen im Rahmen der Neugestaltung der Dünen, die das Naturschutzgebiet schützen sollen.

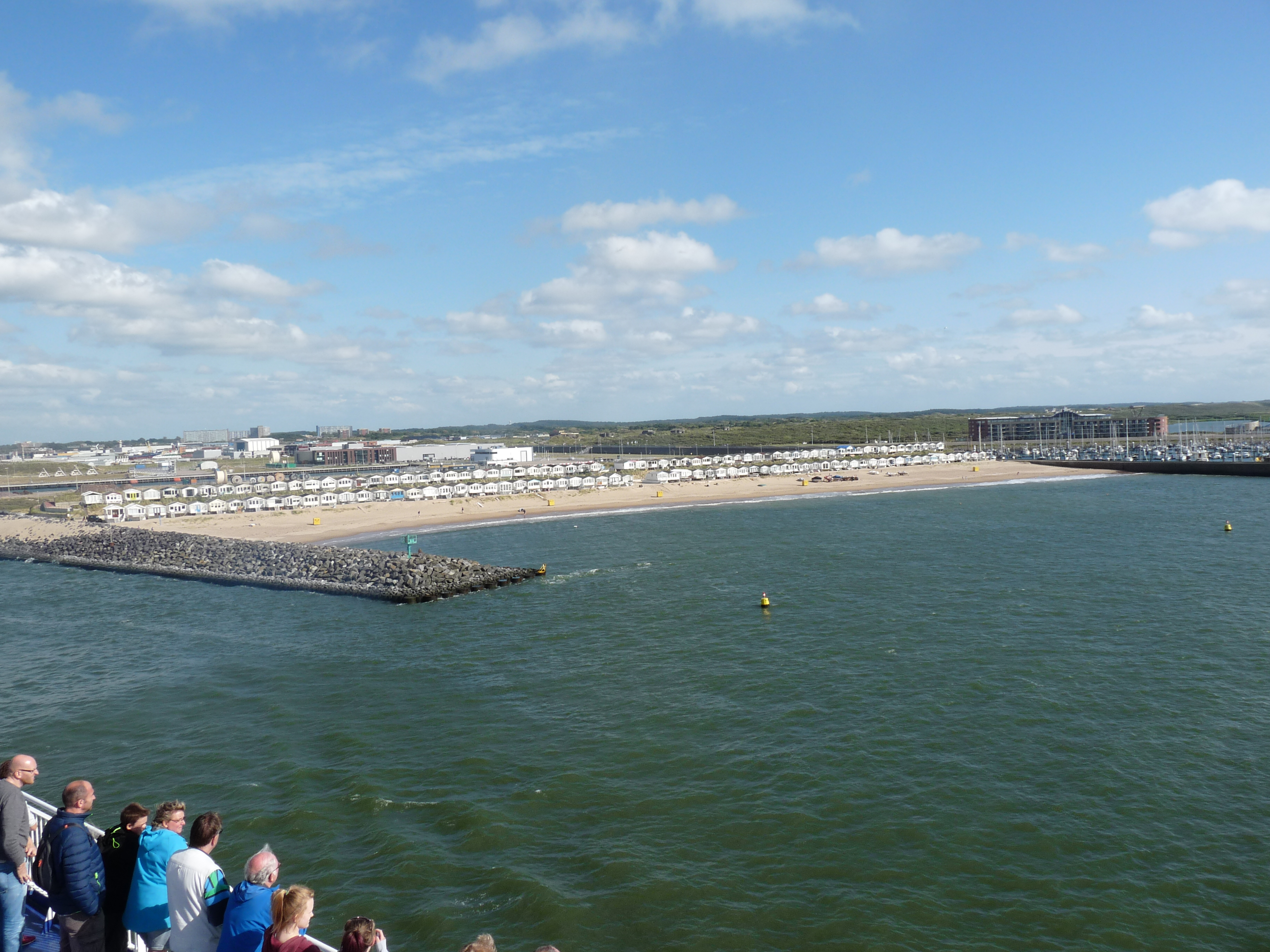
Strand im IJmond
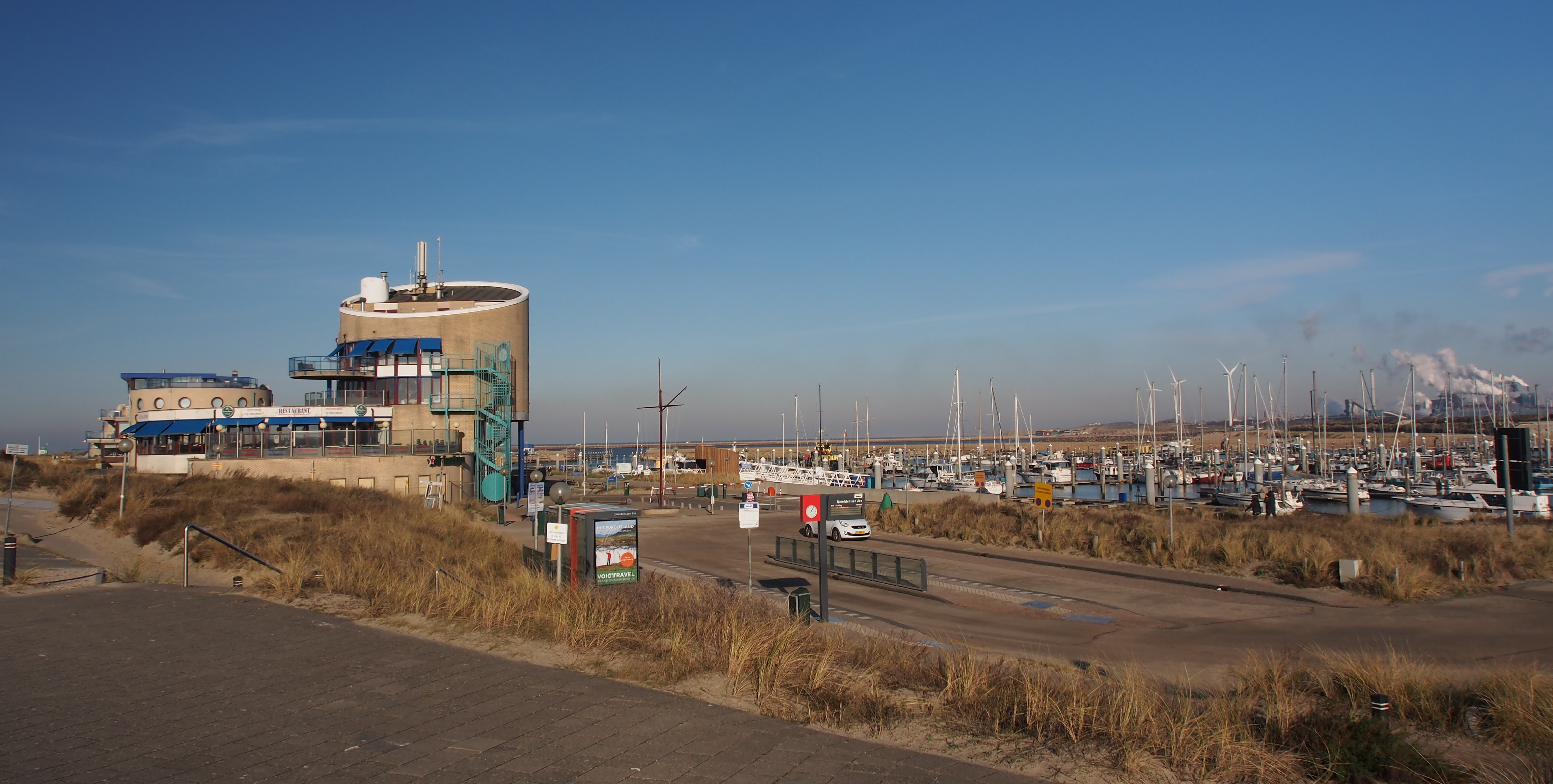
Südstrand IJmuiden mit Jachthafen
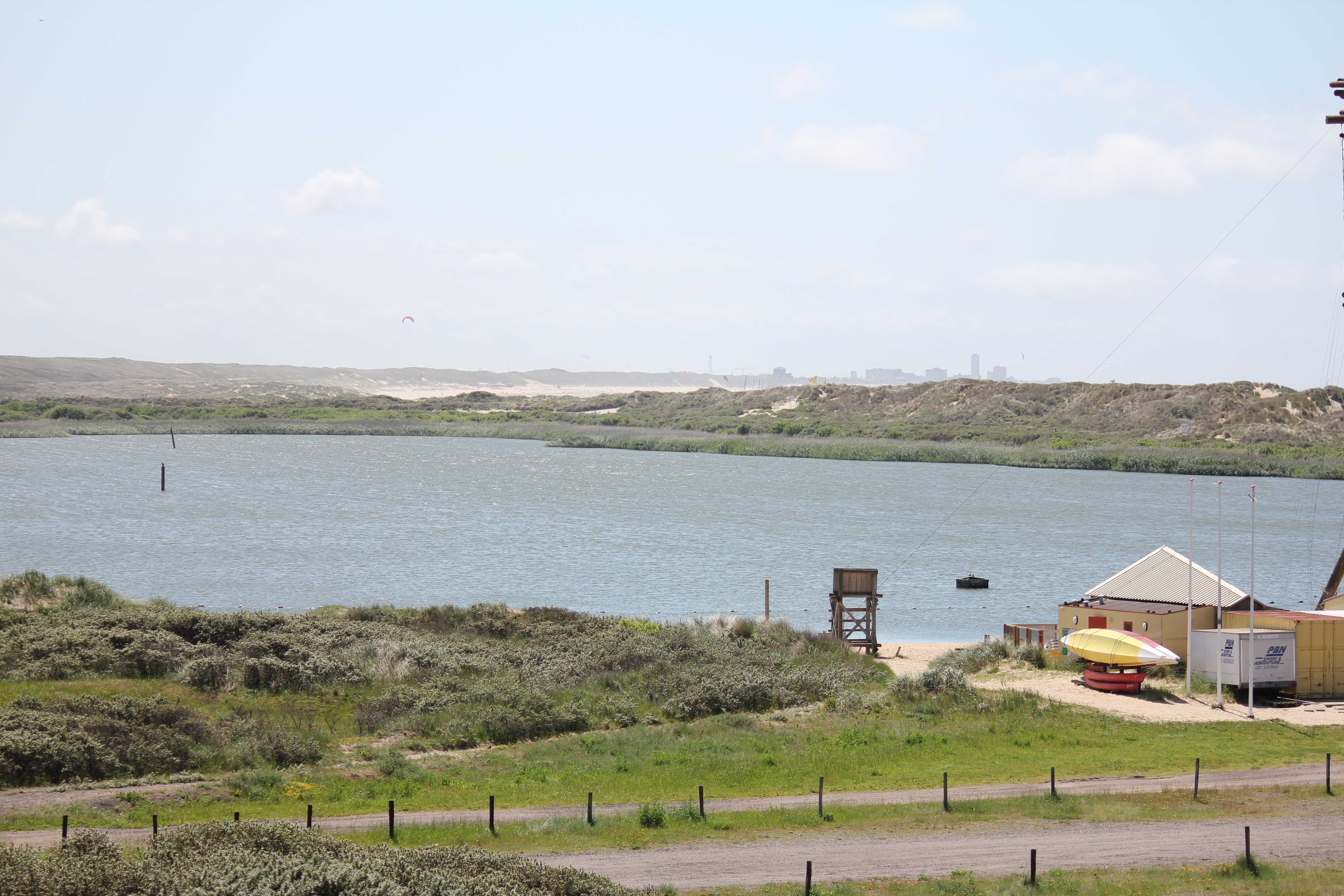
Dünensee Kennemermeer
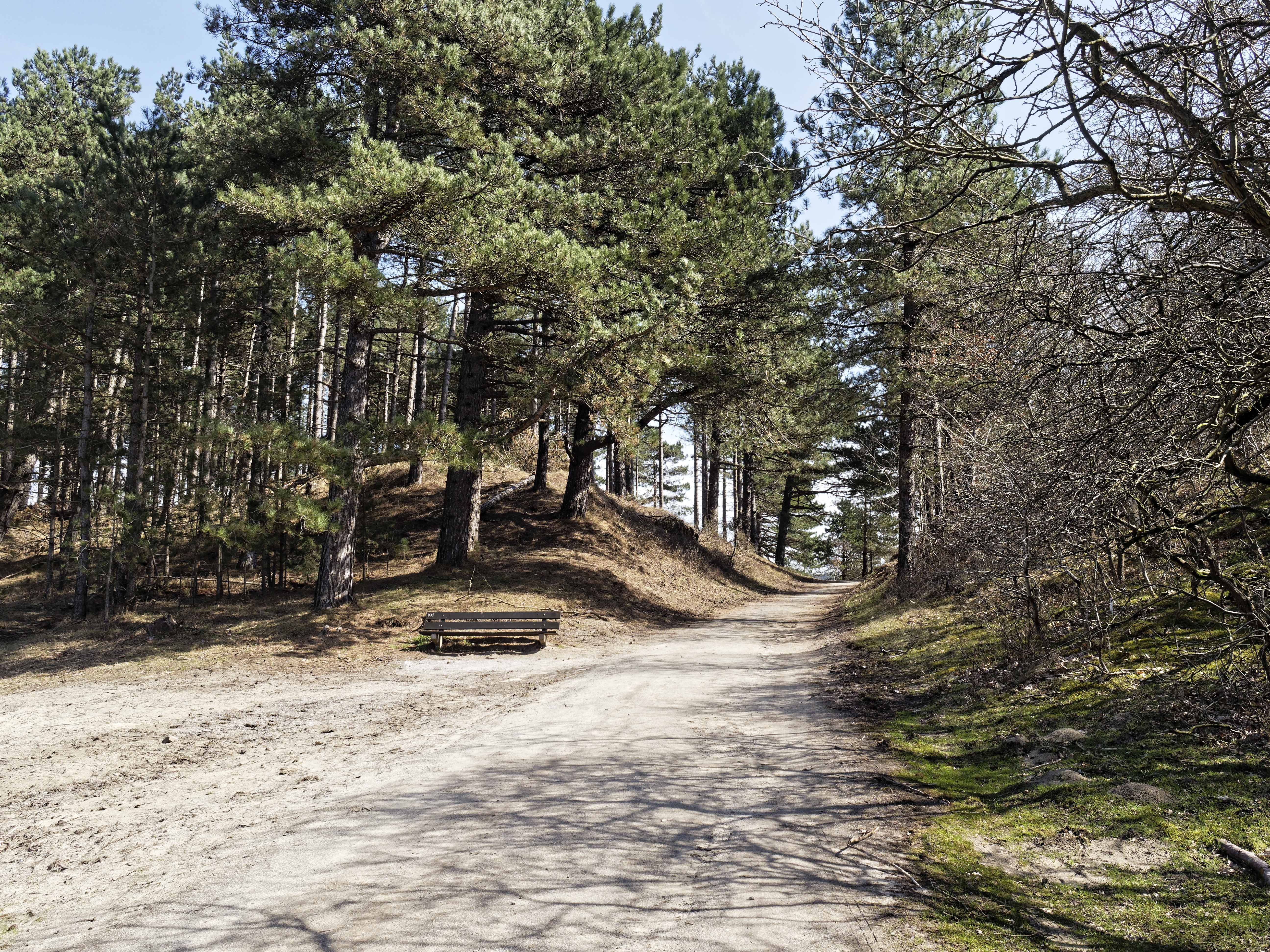
Dünen im Nationalpark Kennemerland

## Trivia
- Lange Jahre war IJmuiden der Sitz von Scheveningen Radio, eine der bekanntesten internationalen Küstenfunkstationen. Nach dem Zweiten Weltkrieg befanden sich die Räumlichkeiten und Sendeanlagen auf der zweiten Schleuseninsel, bis die Mitarbeiter in das Zentrum von IJmuiden in den „Bunker“ umzogen. Mit Bildung der Nederlandse Kustwacht zog auch das Kustwachtcentrum bei Scheveningen Radio ein. 1995 erfolgte die Zuordnung der Küstenwache zum Verteidigungsministerium und daher zog die Zentrale 2001 als JRCC Den Helder auf die dortige Marinebasis.

- Im Zweiten Weltkrieg floh das niederländische Prinzenpaar am 12. Mai 1940 auf dem Zerstörer HMS Codrington vor dem deutschen Einmarsch von IJmuiden nach England.

- Am 14. Mai 1940, einen Tag vor dem deutschen Angriff auf die Niederlande, wurde das Passagierschiff Jan Pieterszoon Coen als Blockschiff zwischen den Molen selbstversenkt. Nach dem Krieg wurde es von der niederländischen Marine mit Wasserbomben gesprengt und großteils beseitigt.

- Am Kopfende des Vissershaven liegt die Zentrale der Seenotrettungsorganisation der Niederlande Koninklijke Nederlandse Redding Maatschappij. Hier liegen die Boote der historischen Flotte und die zwei Boote der ständigen Bereitschaft, die bei Alarmierung innerhalb von 15 Minuten ablegen können.

- Am 4. November 1896 gab es die erste telefonische Verbindung von IJmuiden nach Amsterdam durch die Nederlandsche Bell Telephoon Maatschappij, die für die Fischhändler sehr wichtig war. Das charakteristische Gebäude der Bell-Gesellschaft am Hafen in der Visseringstraat hat den Zweiten Weltkrieg unbeschadet überstanden und steht seit 1987 unter Denkmalschutz.

- Das Seekabel Ulysses verbindet IJmuiden mit dem englischen Lowestoft für den Datenverkehr mit dem Vereinigten Königreich.

- Über die Kanalfähre bei Velsen (Velserpont) verläuft der 213 Kilometer lange Holländische Küstenpfad (niederländisch Hollands Kustpad) als Teil des Europäischen Fernwanderwegs E9.

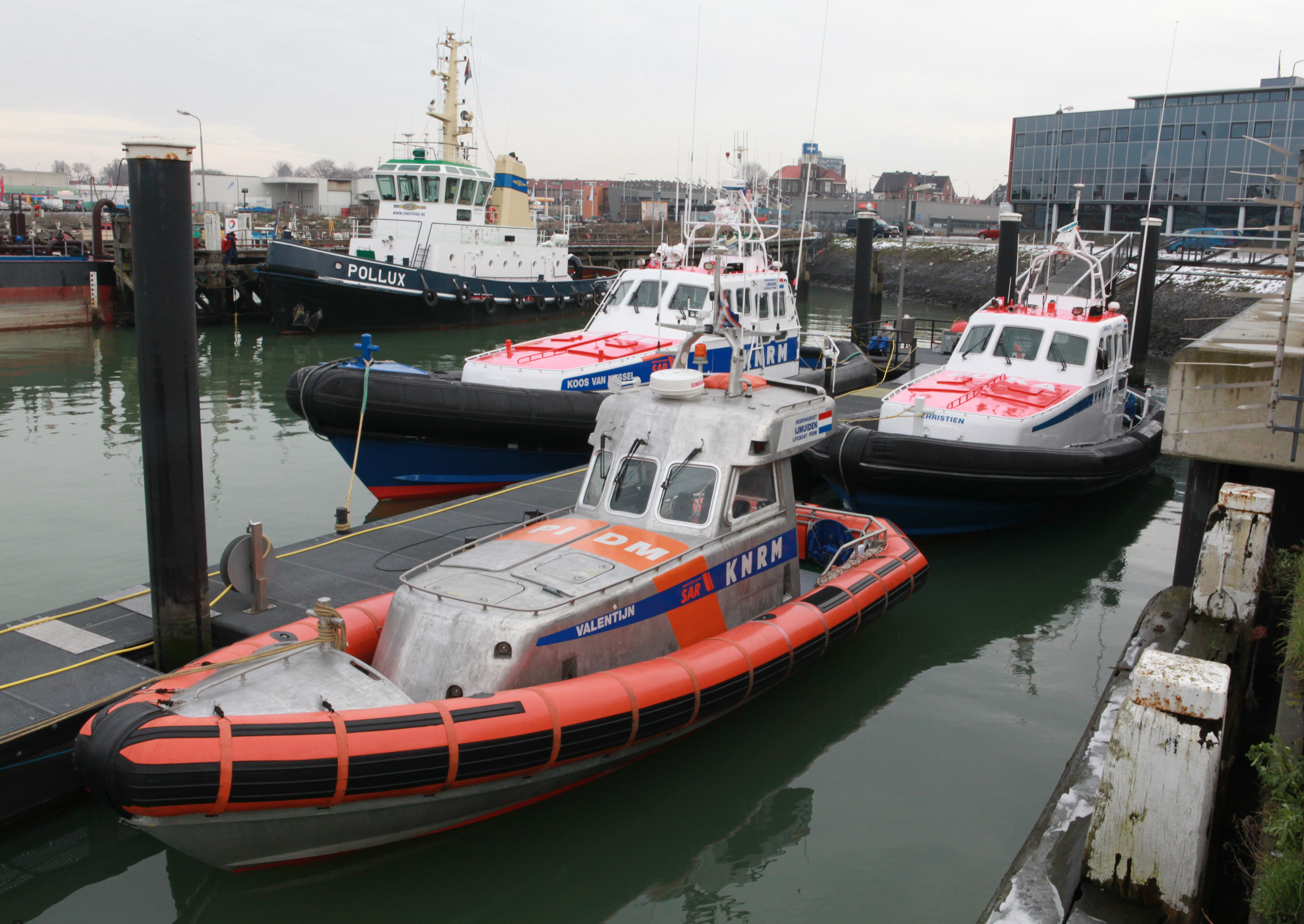
Rettungsboote der KNRM Vissershaven
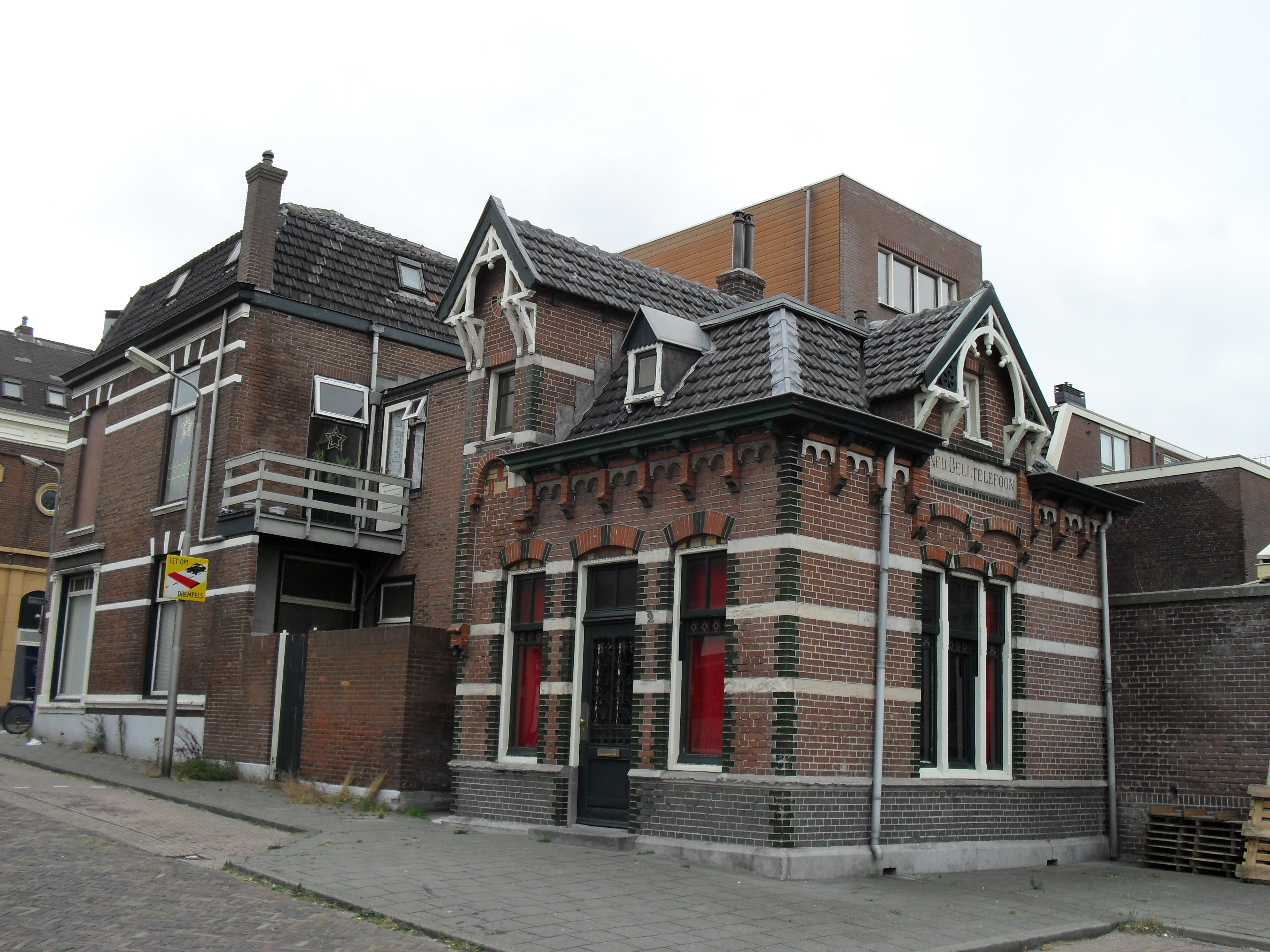
Bell-Telefongebäude
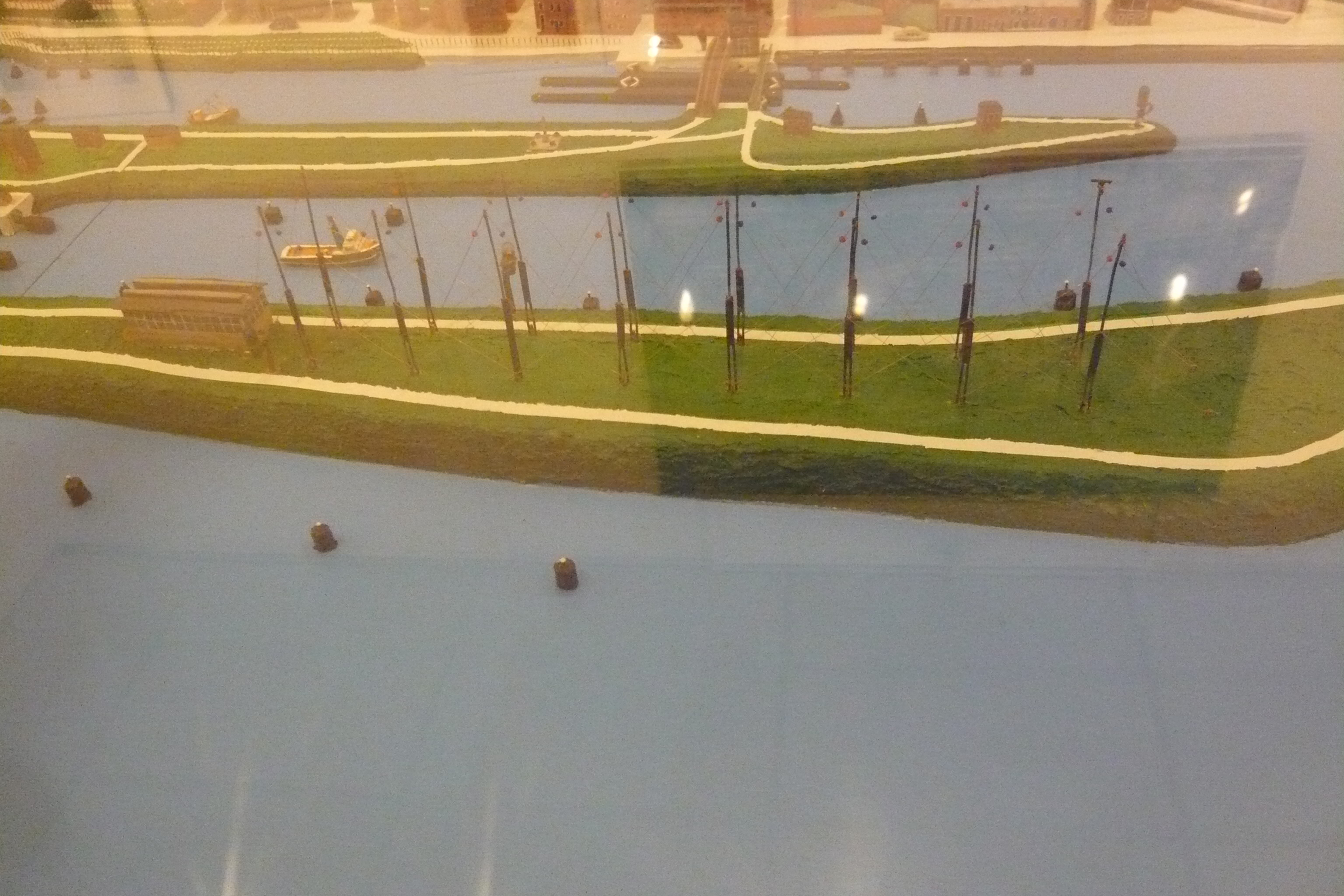
Modell Sendeanlagen Scheveningen Radio im Havenmuseum

## Söhne und Töchter des Ortes
- Cornelis Vreeswijk (1937–1987), Liedermacher, Komponist und Dichter
- Dick Schoon (* 1958), Alt-Katholischer Bischof
- Gert-Jan Prins (* 1961), Jazz- und Improvisationsmusiker
- Loona, d. i. Marie-José van der Kolk (* 1974), Sängerin
- Joël Veltman (* 1992), Fußballspieler